# Cattedrale di Udine
La cattedrale di Santa Maria Annunziata è il duomo della città di Udine e dell'arcidiocesi omonima. Dal 1940 è monumento nazionale italiano.

## Storia
Per volere del patriarca Bertoldo di Andechs-Merania, nel 1236 si iniziò ad edificare l'attuale cattedrale, allora dedicata a san Odorico e modellata secondo esempi francescani. Nel 1257 l'edificio era già adibito al culto; nel corso degli anni furono apportate varie modifiche, finché nel 1335 fu consacrata con il titolo di Santa Maria Maggiore.
Il disastroso terremoto del 1348 provocò gravi danni al duomo, ma non ne bloccò l'attività religiosa, tanto che passarono diversi anni prima di iniziare la ricostruzione. Da documenti noti risulta che solo nel 1368 fu chiamato il maestro veneziano Pierpaolo dalle Masegne per il restauro dell'edificio. Questi rinsaldò i muri, rifece il tetto ed apportò modifiche alla facciata, tra le quali la sostituzione del primo grandioso rosone con quello tuttora visibile, inscritto in un quadrato e di minori dimensioni. Anche i due rosoni minori, corrispondenti alle navate laterali, vennero modificati, inscrivendoli in quadrati ed inserendo una decorazione a finto loggiato che li collega.
Nel Settecento, venne quasi completamente trasformata ad opera dell'architetto Domenico Rossi. Nel 1735 terminati i lavori, il patriarca Daniele Delfino riconsacrò la cattedrale col nuovo nome di Santa Maria Annunziata. All'inizio del Novecento un restauro ha tentato di ridare alla facciata una veste trecentesca.

## Edifici correlati

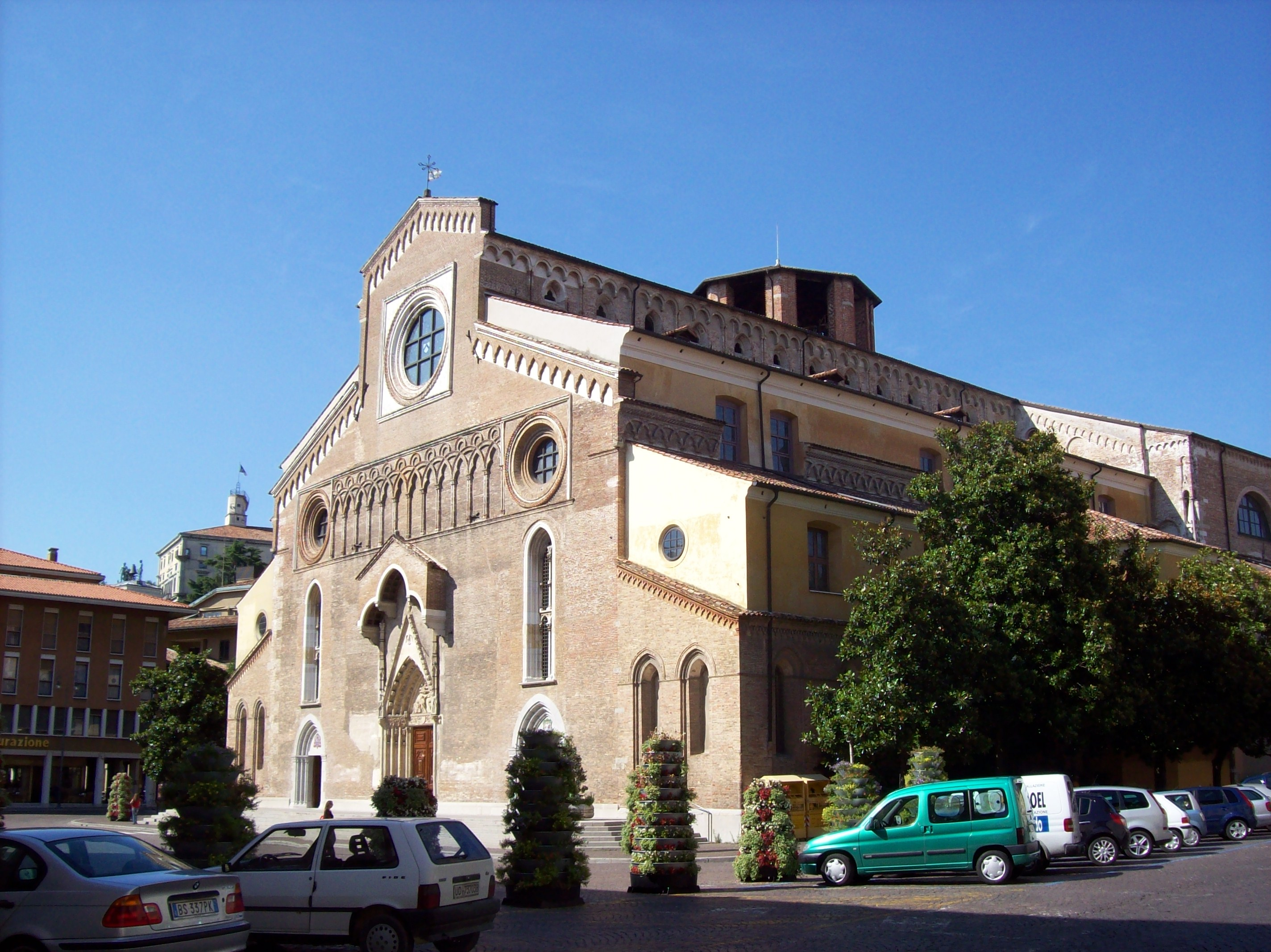
Duomo di Udine

Annesso al duomo vi è il campanile, costruzione piuttosto tozza poggiante sul preesistente battistero, iniziato nel marzo del 1441 su un progetto di Cristoforo da Milano, mentre i lavori furono supervisionati da Bartolomeo delle Cisterne; nelle intenzioni iniziali avrebbe dovuto raggiungere in altezza il campanile del castello che, in quanto posto su una collina, raggiunge un'altezza molto più elevata; alla sua sommità avrebbe dovuto essere collocata una Madonna che, dialogando con l'angelo posto proprio sulla sommità del campanile del castello, avrebbe richiamato il tema cristiano dell'Annunciazione, ma sia per l'arditezza del progetto che soprattutto per la carenza di materiali da costruzione il progetto fu bloccato ed il campanile assunse l'attuale forma tozza. Il campanile ospita alla sua base il Museo del duomo, dedicato in gran parte alla figura del Beato Bertrando di San Genesio.
1. - Portale
2. - Portale della Redenzione
3. - Portale
4. - Portale dell'Incoronazione
5. - Statue dell'Annunciata e dell'Arcangelo Gabriele
6. - Campanile
7. - Controfacciata

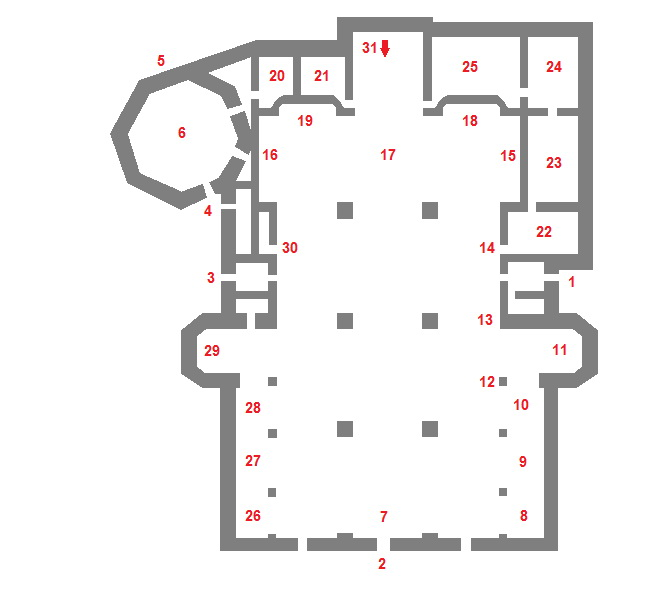
Pianta del duomo

8. - Cappella della Santissima Trinità
9. - Cappella dei santi Ermacora e Fortunato
10. - Cappella dei santi Eustachio e Giovanni Battista
11. - Cappella del Santissimo Sacramento
12. - Pulpito
13. - statua del vescovo Zaccaria Bricito
14. - Organo
15. - Mausoleo Manin e
16. - Mausoleo Manin e
17. - Altare maggiore
18. - Altare del Nome di Maria
19. - Altare del Nome di Gesù
20. - Cappella del Corpo di Cristo
21. - Cappella di san Nicolò
22. - Sacrestia
23. - Aula dei Canonici
24. - Aula dei mansionari
25. - Sacristia d'inverno (o "iemale")
26. - Cappella di san Marco
27. - Cappella di san Giuseppe
28. - Cappella della Madonna della Divina Provvidenza
29. - Cappella delle Reliquie
30. - Organo
31. - Accesso alla cripta

## Portali

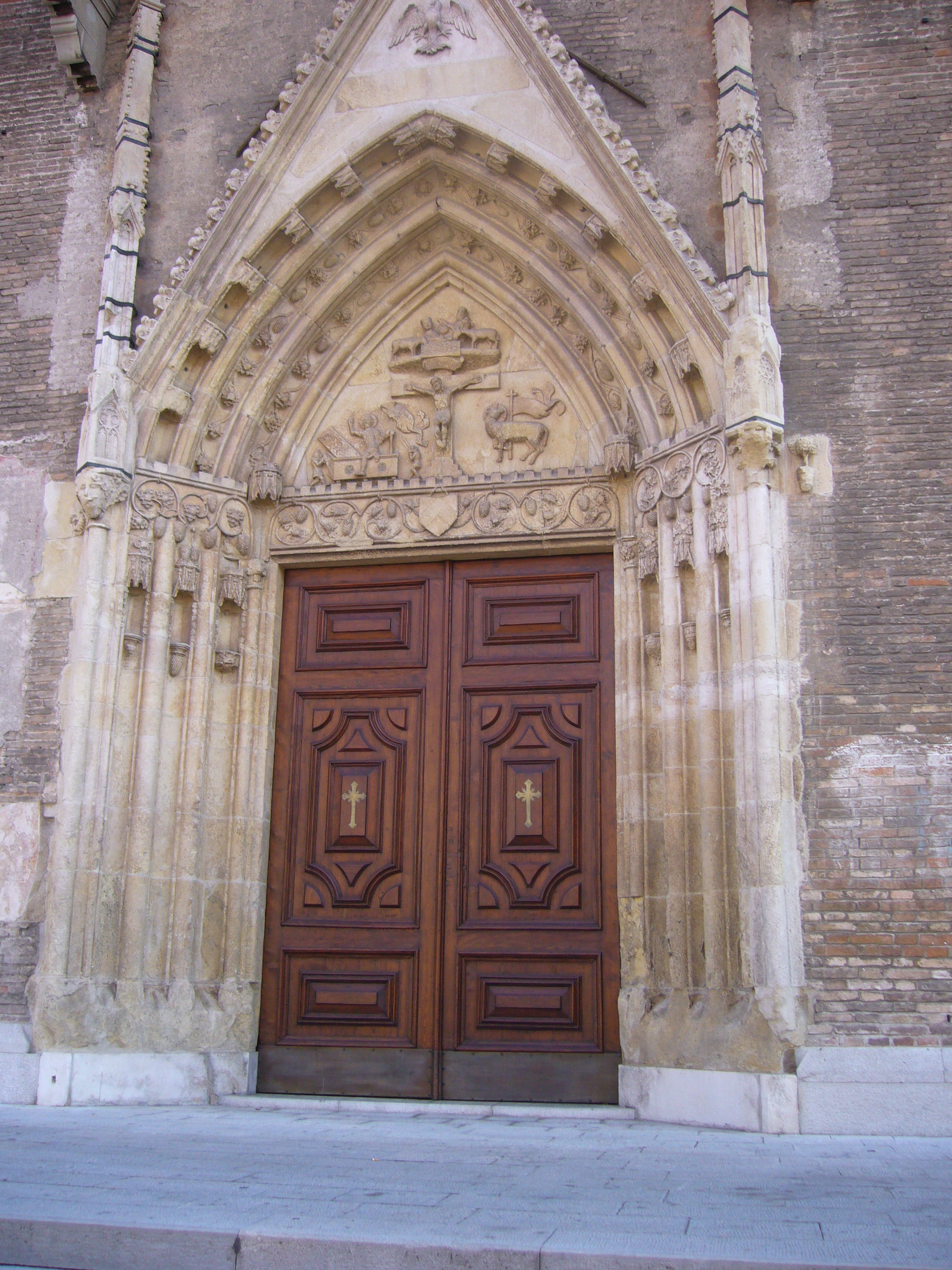
Il portale principale delle cattedrale

### Portale dellaRedenzione
Il portale maggiore, detto della Redenzione, è opera di uno sconosciuto maestro tedesco, e la sua esecuzione risale al secolo XIV. Decorato con figure in altorilievo raffiguranti la Redenzione, è sormontato da un arco a sesto acuto, e coronato da un protiro pensile del 1926, clamoroso falso storico (cfr. Someda de Marco). Il tutto è sormontato da una ghimberga acutissima nella quale si trova l'aquila patriarcale.

### Portale dell'Incoronazione
Il portale dell'Incoronazione è la realizzazione di uno scultore tedesco e fu eseguita tra il 1395 ed il 1396. Sfortunatamente le sue decorazioni sono molto deteriorate a causa dell'utilizzo di un tipo di pietra molto sensibile all'azione delle intemperie e dello smog. Procedendo dal basso verso l'alto si possono ammirare san Zenone, santa Barbara, lo stemma di Francesco da Nimis, san Pietro apostolo, lo stemma di Udine, l'Annunziata, lo Spirito Santo, sant'Antonio abate e la Maddalena. A sinistra compare pure lo stemma della Confraternita dei Battuti ed al vertice dell'arco l'Ecce homo.
Sull'architrave che sostiene il timpano dell'arco sono raffigurate alcune storie dell'infanzia di Gesù: la nascita, l'adorazione dei Magi, Erode ordina la strage degli innocenti; nel timpano vi è l'Incoronazione della Vergine, scena predominante dell'intero portale e che ne ha dato il nome.

### Statue dell'Annunciata e dell'Arcangelo Gabriele

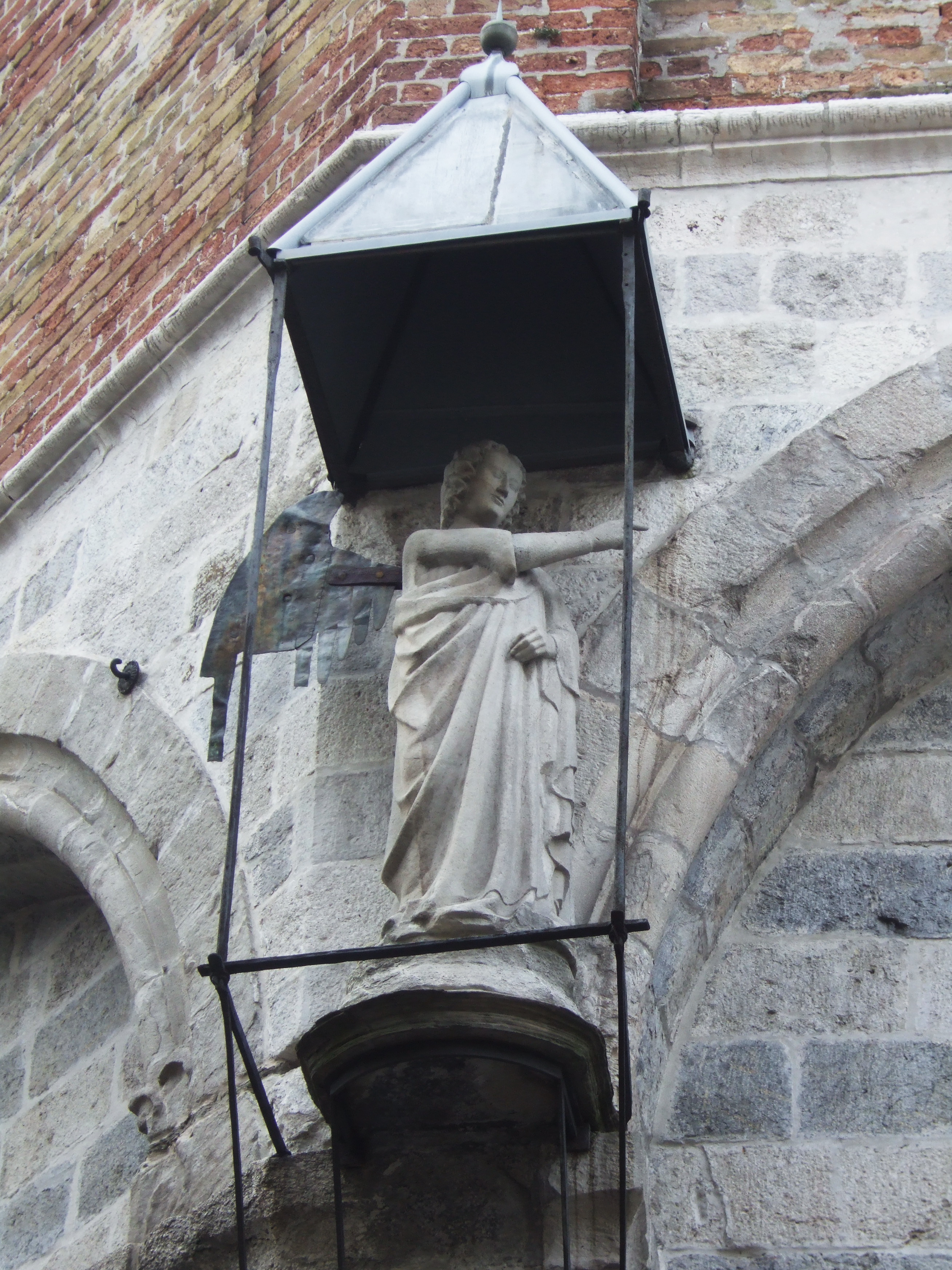
Arcangelo Gabriele.

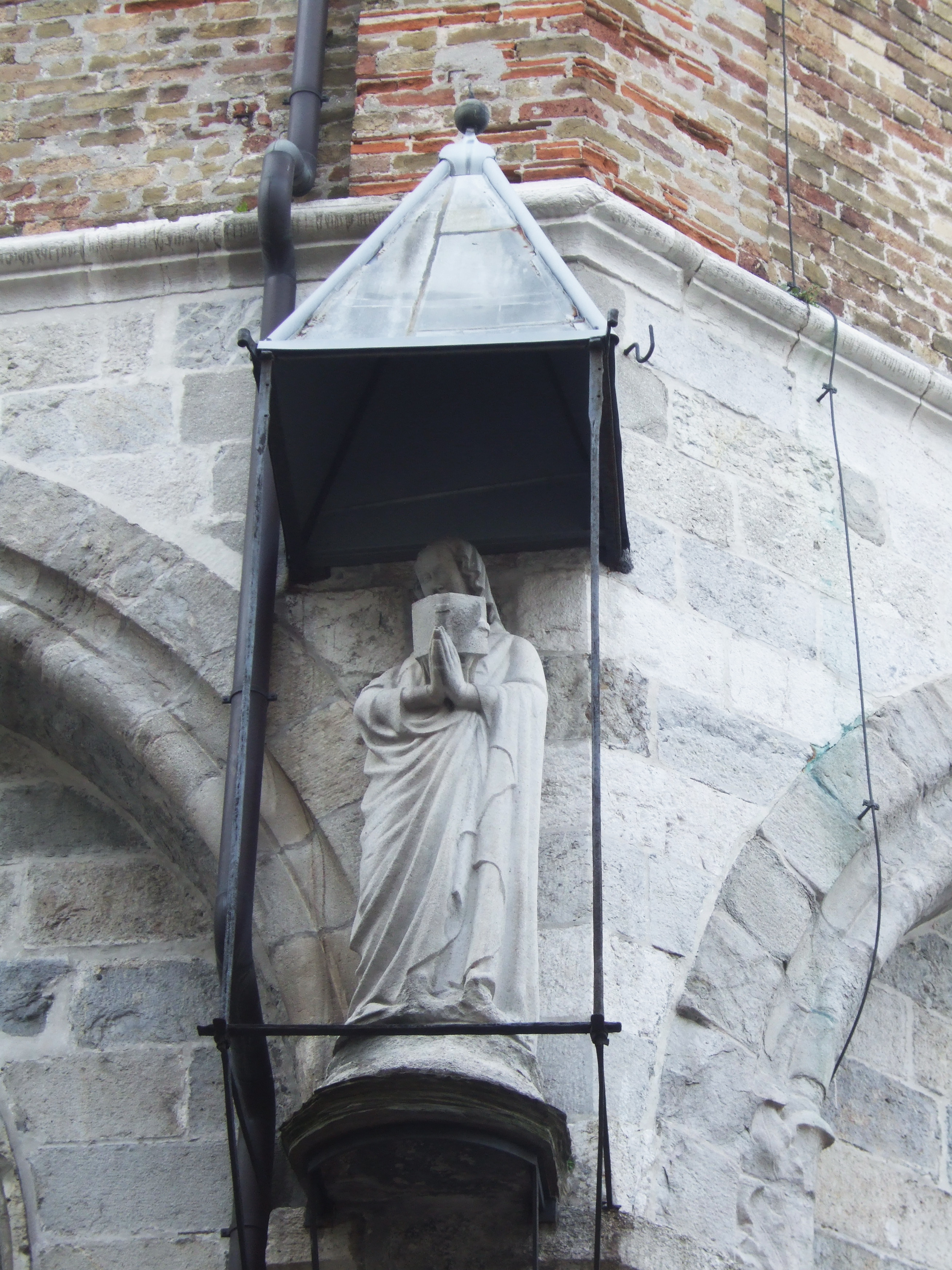
Vergine Annunciata.

All'esterno del Battistero, lungo il lato posteriore su via Vittorio Veneto, separate da uno dei finestroni, ci sono le due statue della Vergine Annunciata e dell'Arcangelo Gabriele, opere di un'artista sconosciuto della seconda metà del Trecento.

## Interno

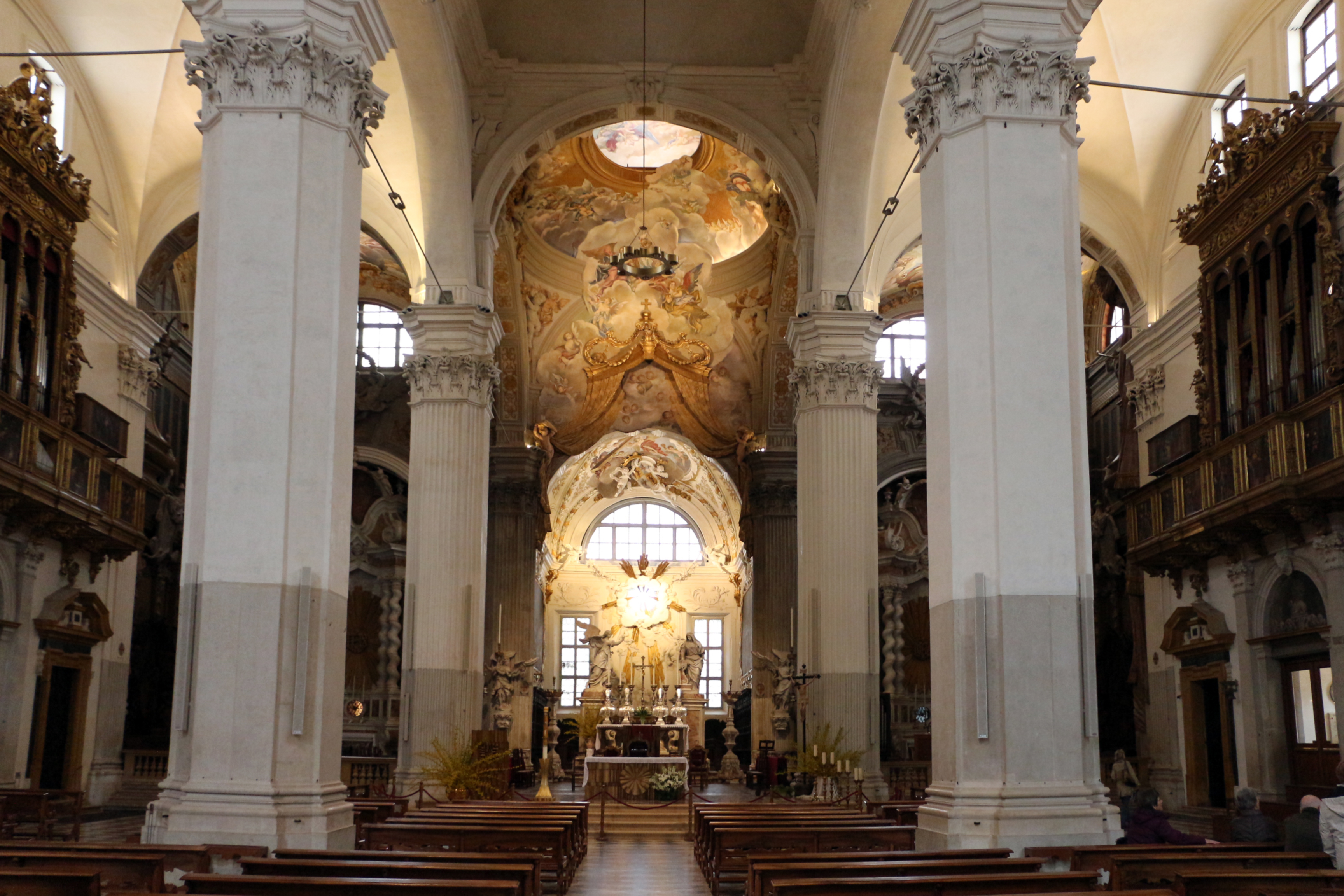
Navata centrale

L'interno del duomo, a croce latina, è composto da tre navate divise da pilastri; lungo ogni navata si aprono 4 cappelle tra loro intercomunicanti, così da simulare altre due navate. Predomina lo stile barocco, tanto da creare uno stridente contrasto con l'esterno romanico-gotico; tutto questo dovuto ai lavori di ristrutturazione voluti dalla famiglia Manin.
Lungo la navata sono presenti i seguenti monumenti:
- busto di papa Pio IX, opera di Vincenzo Luccardi del 1858
- statua dell'arcivescovo Zaccaria Bricito, opera di Luigi Minisini del 1858
- pulpito in legno con pilastri di sostegno in marmo, progetto del 1737 di Giuseppe Torretto; sul parapetto sono scolpite scene legate alla vita di sant'Ermacora, protomartire di Aquileia. Le scene, opera di Mattia Mauricer, allievo del Torretto, rappresentano:
  - sant'Ermacora predica ai fedeli;
  - sant'Ermacora battezza le vergini aquileiesi Tecla, Eufemia, Dorotea ed Erasma;
  - decollazione dei santi Ermacora e Fortunato.

Sopra il portale centrale si trova la statua equestre del conte Daniele Antonini, matematico e letterato, ucciso da un colpo di cannone durante l'assedio di Gradisca (1616). L'opera è di Girolamo Paliario ed è realizzata in legno dorato.

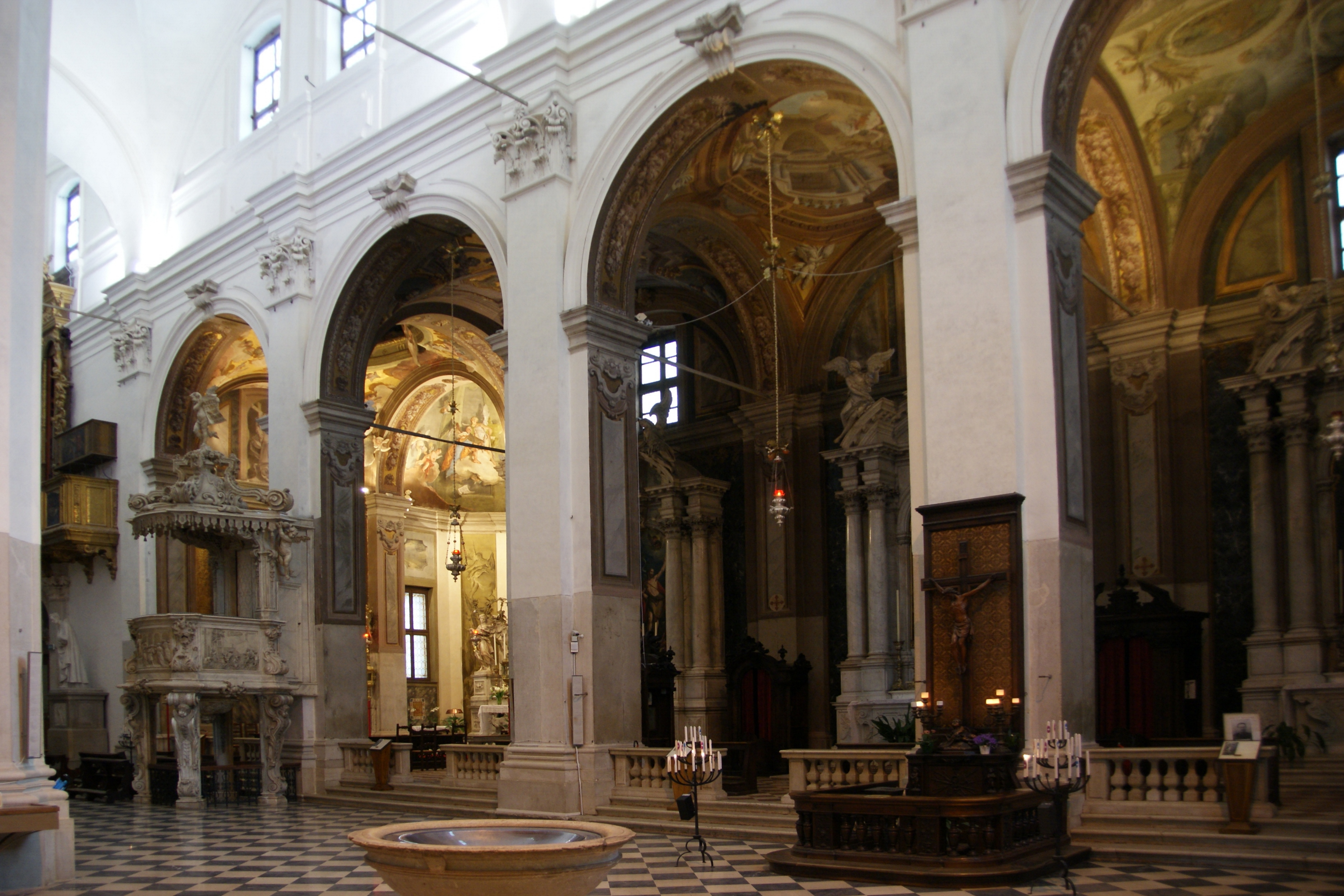
Navata laterale con le cappelle laterali di destra.
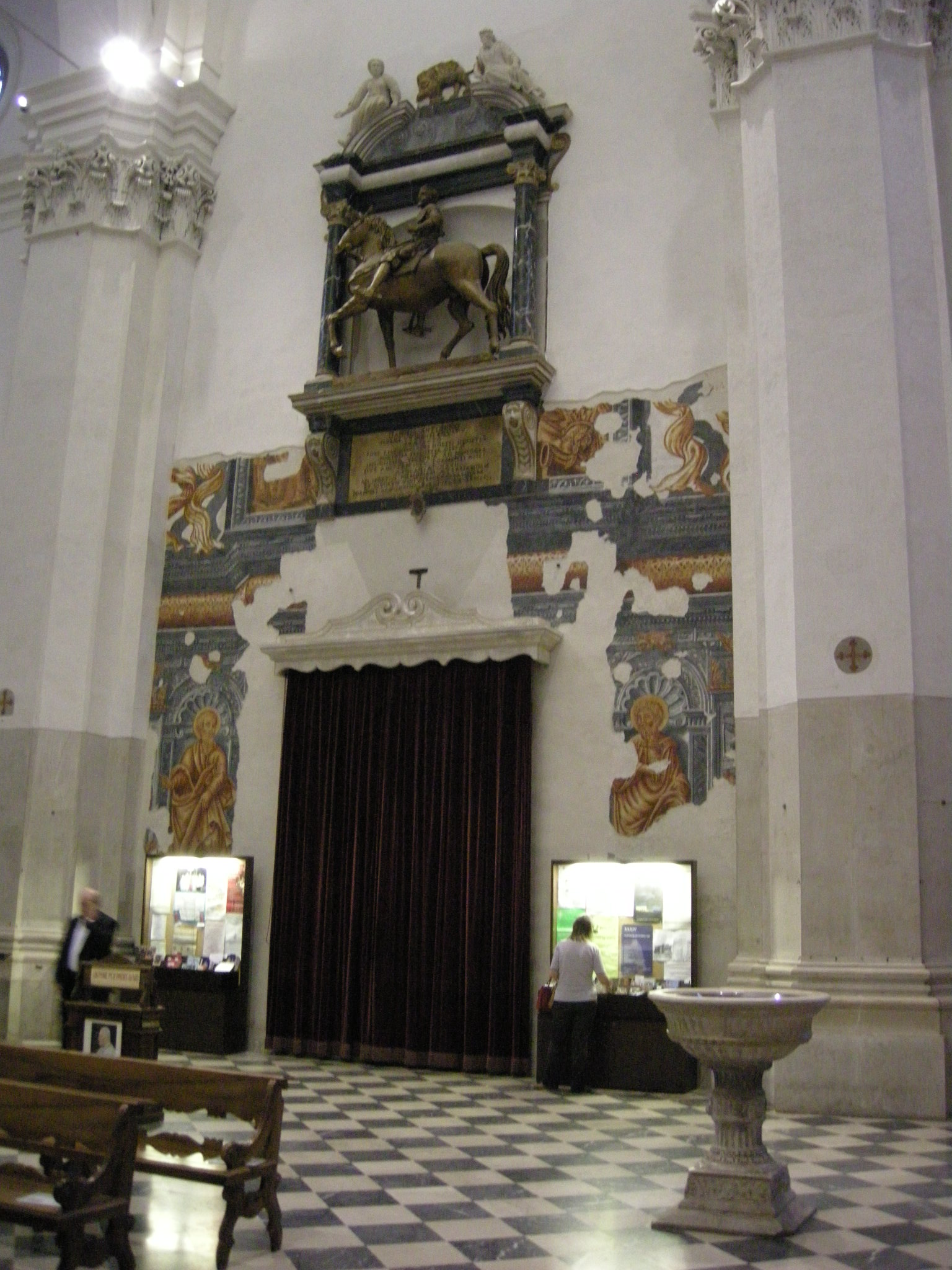
Controfacciata con il monumento a Daniele Antonini.
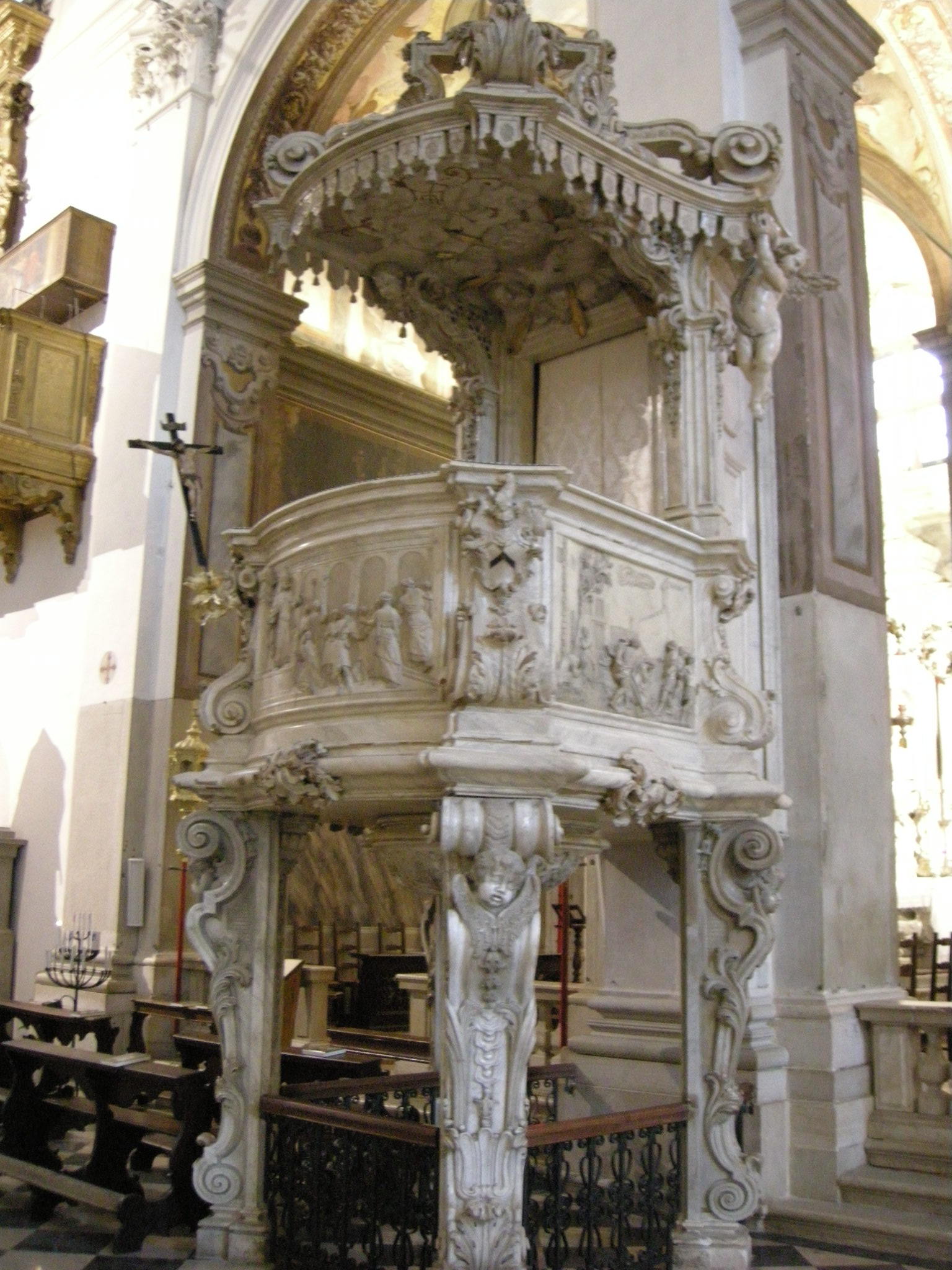
Il pulpito.
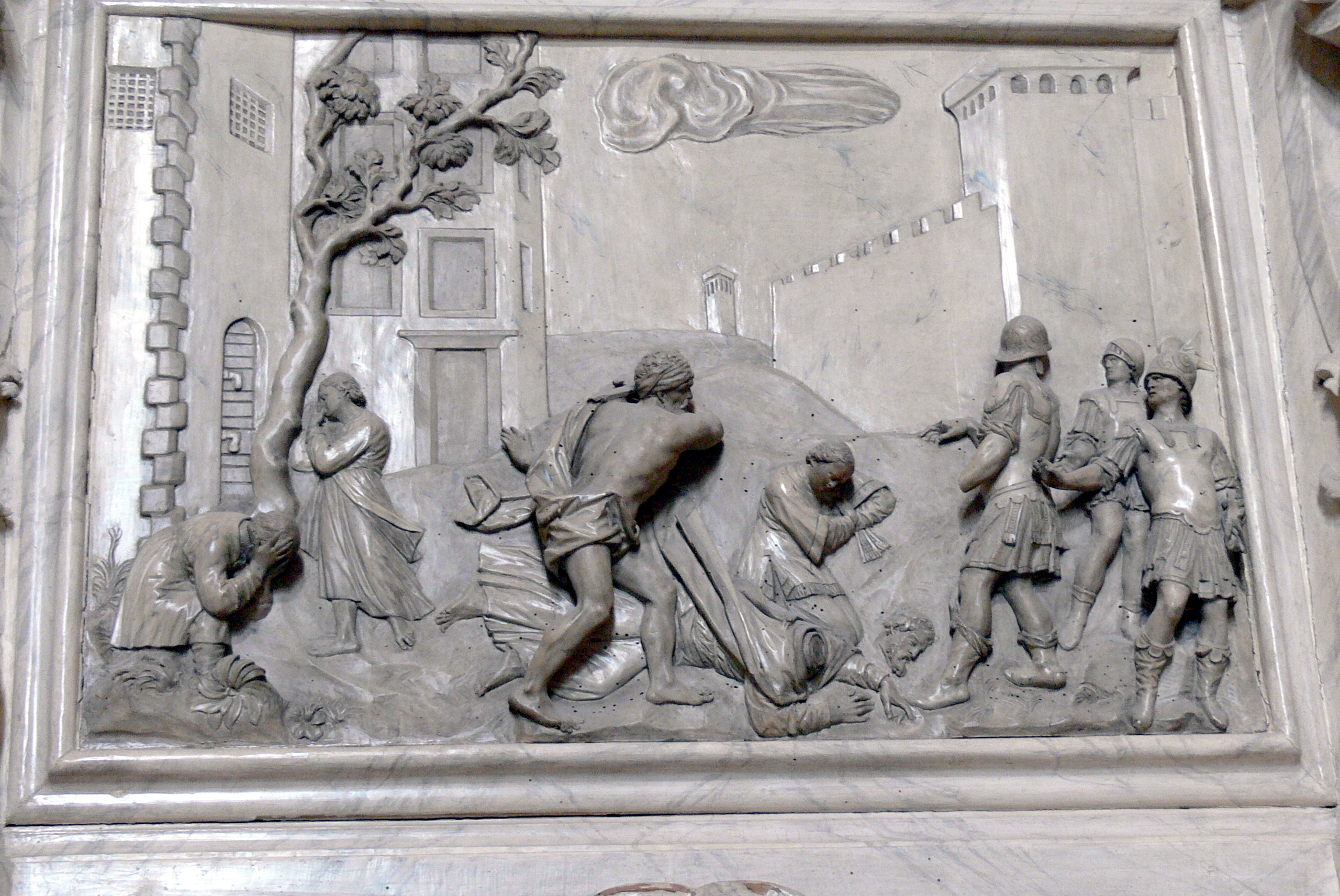
Una decorazione del pulpito: la decollazione dei santi Ermacora e Fortunato.

### Cappella di San Marco

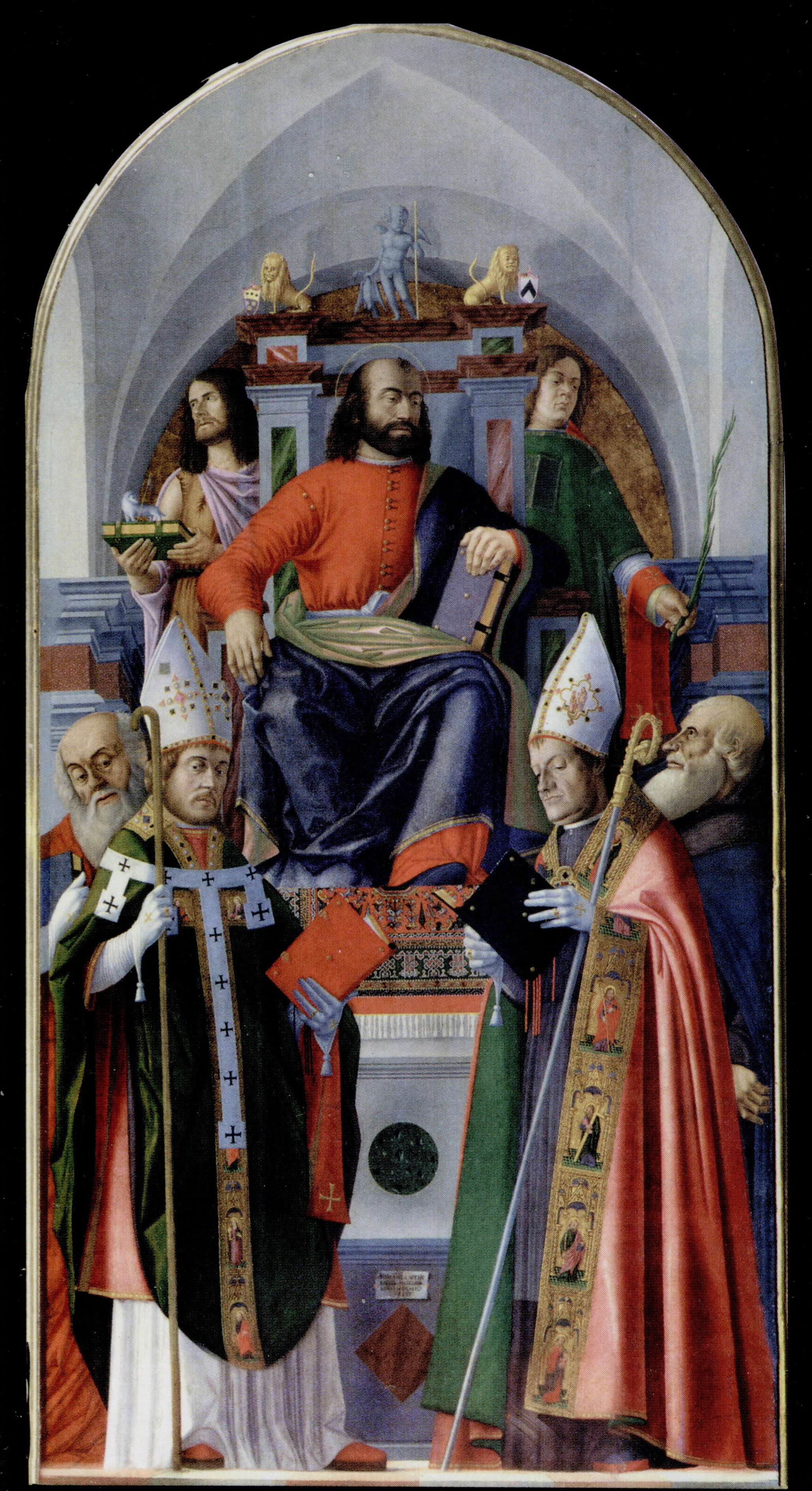
Giovanni Martini - San Marco e i santi Giovanni Battista, Stefano, Girolamo, Ermacora, Antonio abate ed il beato Bertrando.

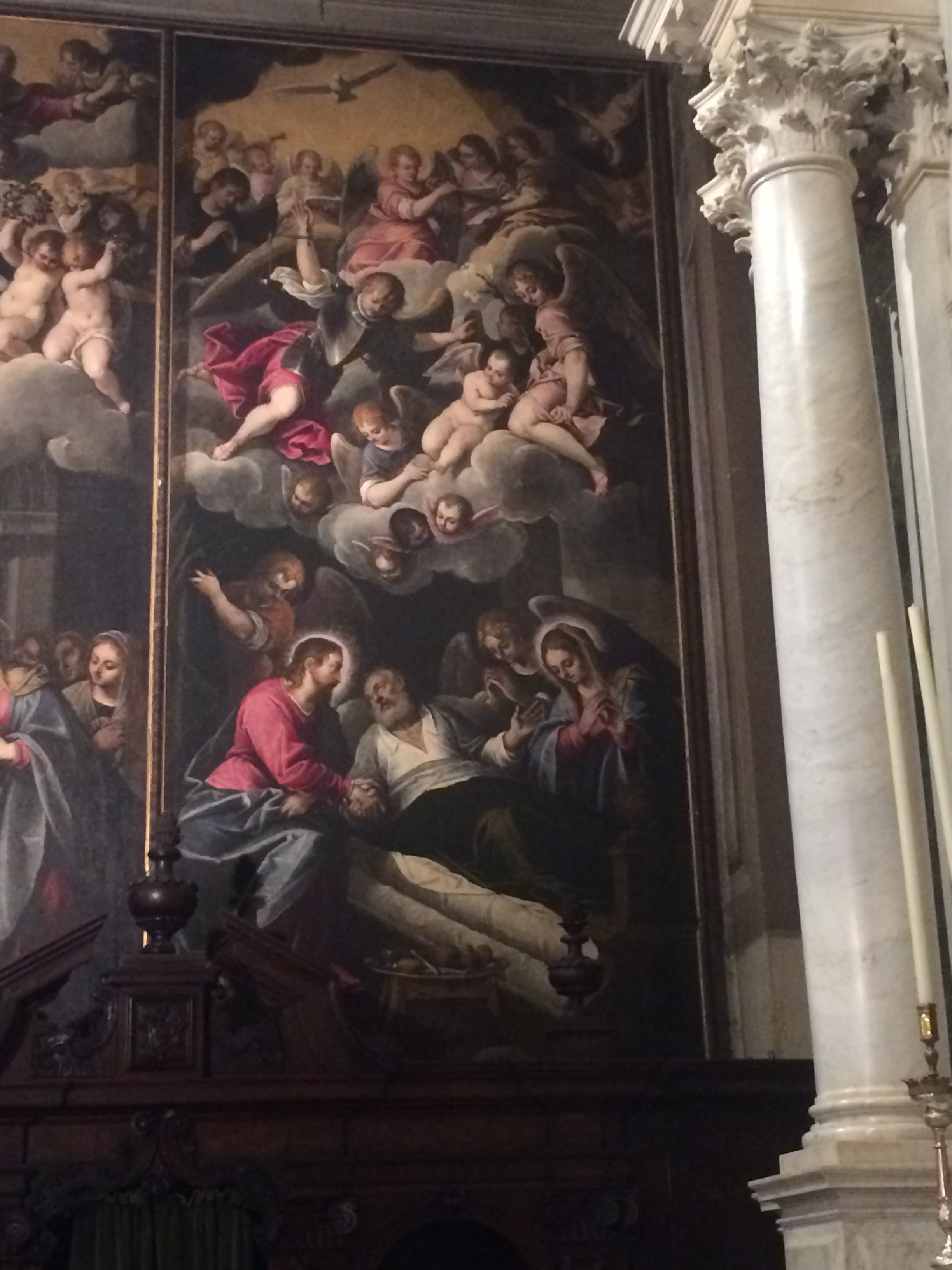
Maffeo Verona - Morte di san Giuseppe.

La prima cappella sulla sinistra è dedicata a san Marco evangelista, patrono della Serenissima Repubblica di Venezia. Fu fatta erigere verso la fine del XV secolo da Antonio Loredan, luogotenente del Friuli, e dal Consiglio di Udine, ma fu ristruttura e modifica nel 1720 da Giorgio Massari, ottenendo l'attuale aspetto barocco. Sul basamento sono rappresentati in altorilievo le figure di san Marco evangelista, san Sebastiano e san Rocco.
La pala d'altare, intitolata San Marco e i santi Giovanni Battista, Stefano, Girolamo, Ermacora, Antonio abate ed il beato Bertrando è una delle principali opere del pittore rinascimentale udinese Giovanni Martini. La pala, risalente alla prima cappella, è stata dipinta nel 1501 ed è firmata dall'autore. Il dipinto era sicuramente già ultimato e posizionato in data 12 luglio 1501 quando, in una lettera del decano del capitolo del duomo di Udine, Giacomo Gordino, al patriarca di Aquileia Domenico Grimani, l'opera di Giovanni Martini fu molto criticata per l'aspetto marziale dato a san Marco dove, probabilmente, è da riconoscersi il ritratto dello stesso luogotenente Loredan
La predella dell'altare ha al centro una Madonna della salute, una icona con la Vergine ed il Bambino; il dipinto gode ancora di grande devozione popolare, anche se conserva poco di originale, in quanto più volte restaurato in modo sommario durante i secoli.
A destra ed a sinistra dell'icona completano la predella due piccoli dipinti di Domenico Ruggeri; il primo con i santi Rocco e Sebastiano ed il secondo con santa Lucia e sant'Omobono.
Sulla parete sinistra della cappella, che poggia sulla facciata interna della Cattedrale, si possono vedere due grandi tele di Maffeo Verona, pittore manierista della fine del XVII secolo. La prima rappresenta lo sposalizio della Vergine, mentre la seconda la morte di san Giuseppe.
La decorazione del soffitto è di Andrea Urbani.

### Cappella di San Giuseppe

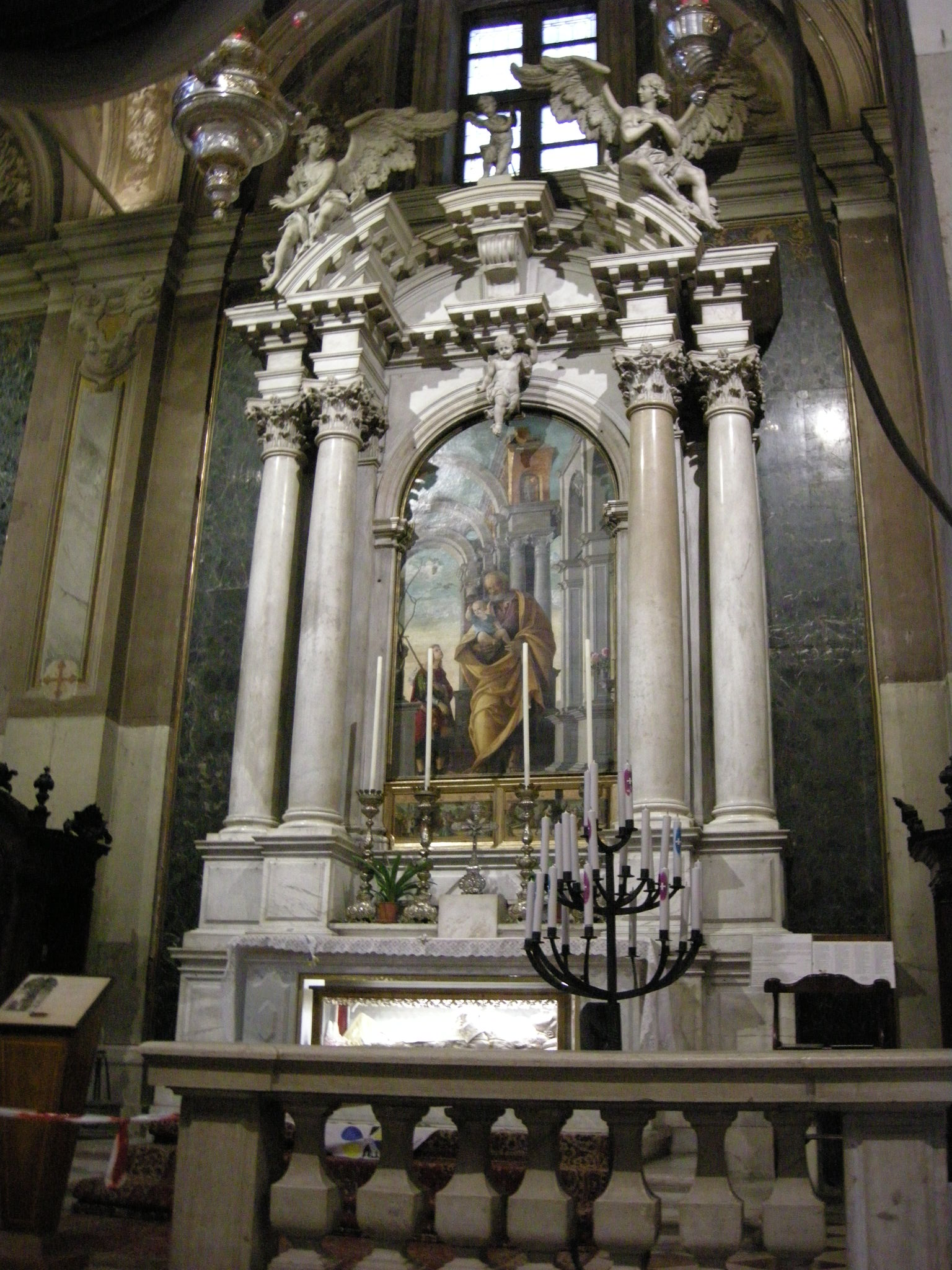
L'altare della Cappella di San Giuseppe con la pala di Pellegrino da San Daniele e la teca del beato Bertrando.

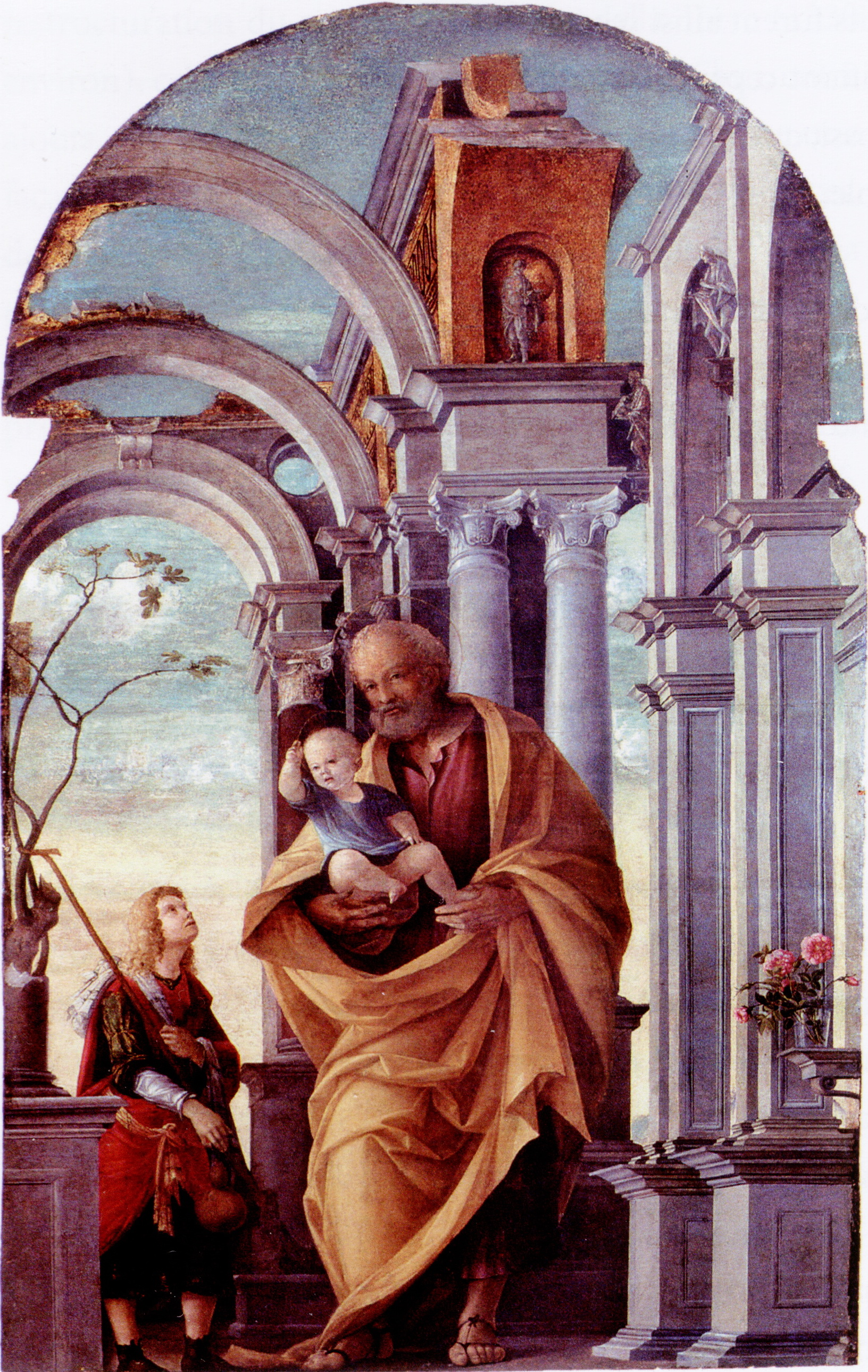
La pala di Pellegrino da San Daniele.

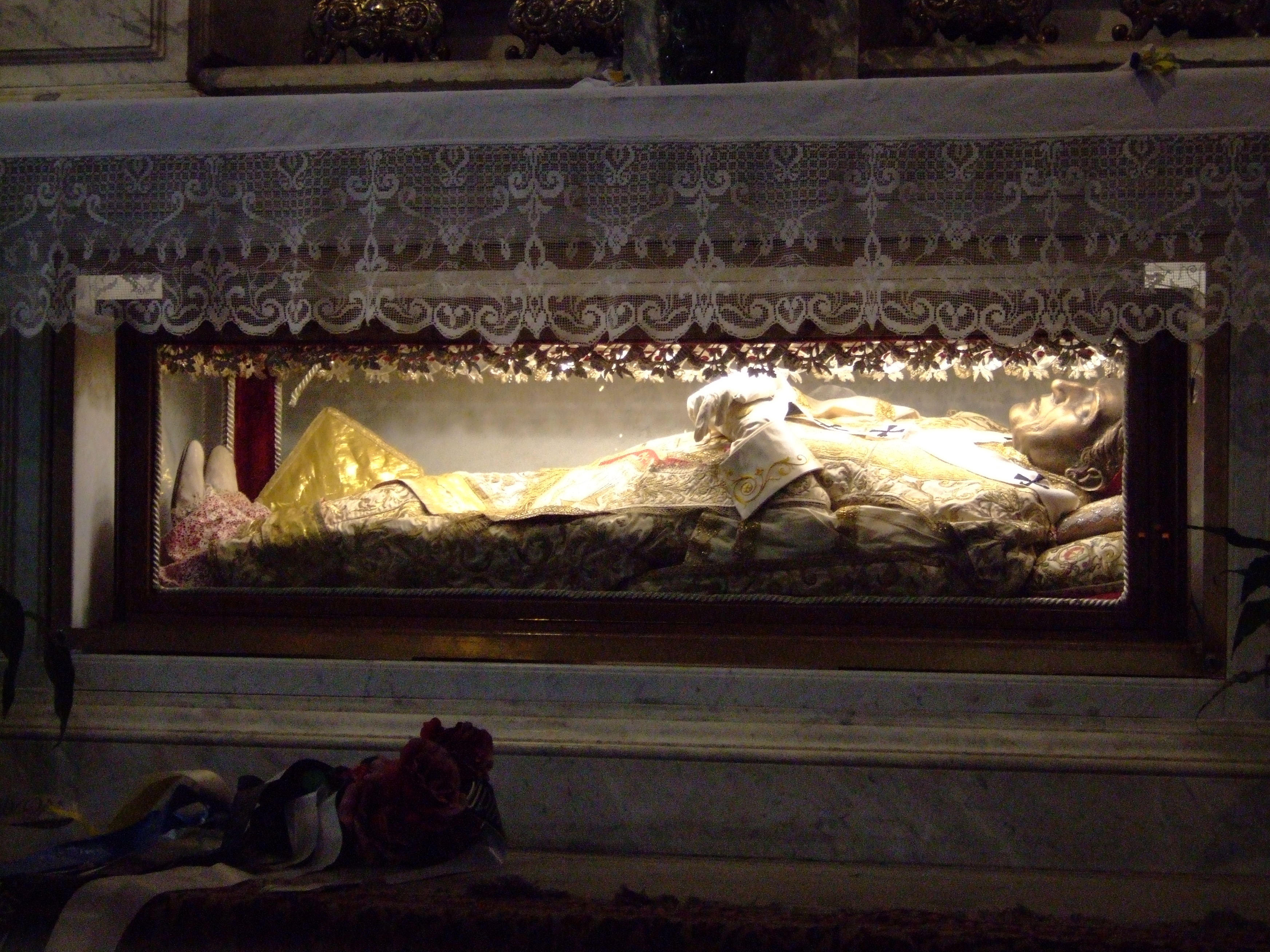
La teca contenente il corpo del beato Bertrando di San Genesio.

La cappella fu eretta nel 1500 su committenza del Consiglio di Udine come voto verso san Giuseppe per ottenere protezione contro le incursioni dei turchi, che proprio l'anno precedente avevano devastato il Friuli.
La pala che orna l'altare (San Giuseppe con Gesù bambino in braccio) è opera di Pellegrino da San Daniele. Nella pala è presente anche un devoto in atteggiamento supplichevole, che è ritenuto l'autoritratto del pittore stesso. Il quadro è stato notevolmente rimaneggiato a causa di restauri subiti negli anni.
Nella predella sono presenti due scene, opere dello stesso Pellegrino da San Daniele: La fuga in Egitto e L'adorazione.
Sotto l'altare della cappella dal 1971 è stato collocato il corpo del beato Bertrando di San Genesio, patriarca di Aquileia.

### Cappella della Madonna della Divina Provvidenza
La costruzione della cappella fu commissionata il 4 aprile 1720 dalle confraternite di San Nicolò di Rauscedo e di san Girolamo degli Schiavoni ed era in origine dedicata ai due santi. Incaricati dell'opera furono gli altaristi Francesco Fusconi ed il figlio Giovanni.
Le statue degli angeli che dominano l'altare sono opera di Giuseppe Torretto, come pure il bassorilievo alla base dell'altare con la raffigurazione di san Nicolò porge la carità ad un mendicante e san Girolamo in preghiera.
Al posto della pala vi è l'immagine della Madonna della Divina Provvidenza, copia del XV secolo di quella venerata nella basilica di Santa Maria Maggiore in Roma, sotto il titolo di salus populi romani. L'immagine è stata collocata l'8 settembre 1789 per volontà della confraternita dei sarti.

### Cappella delle reliquie

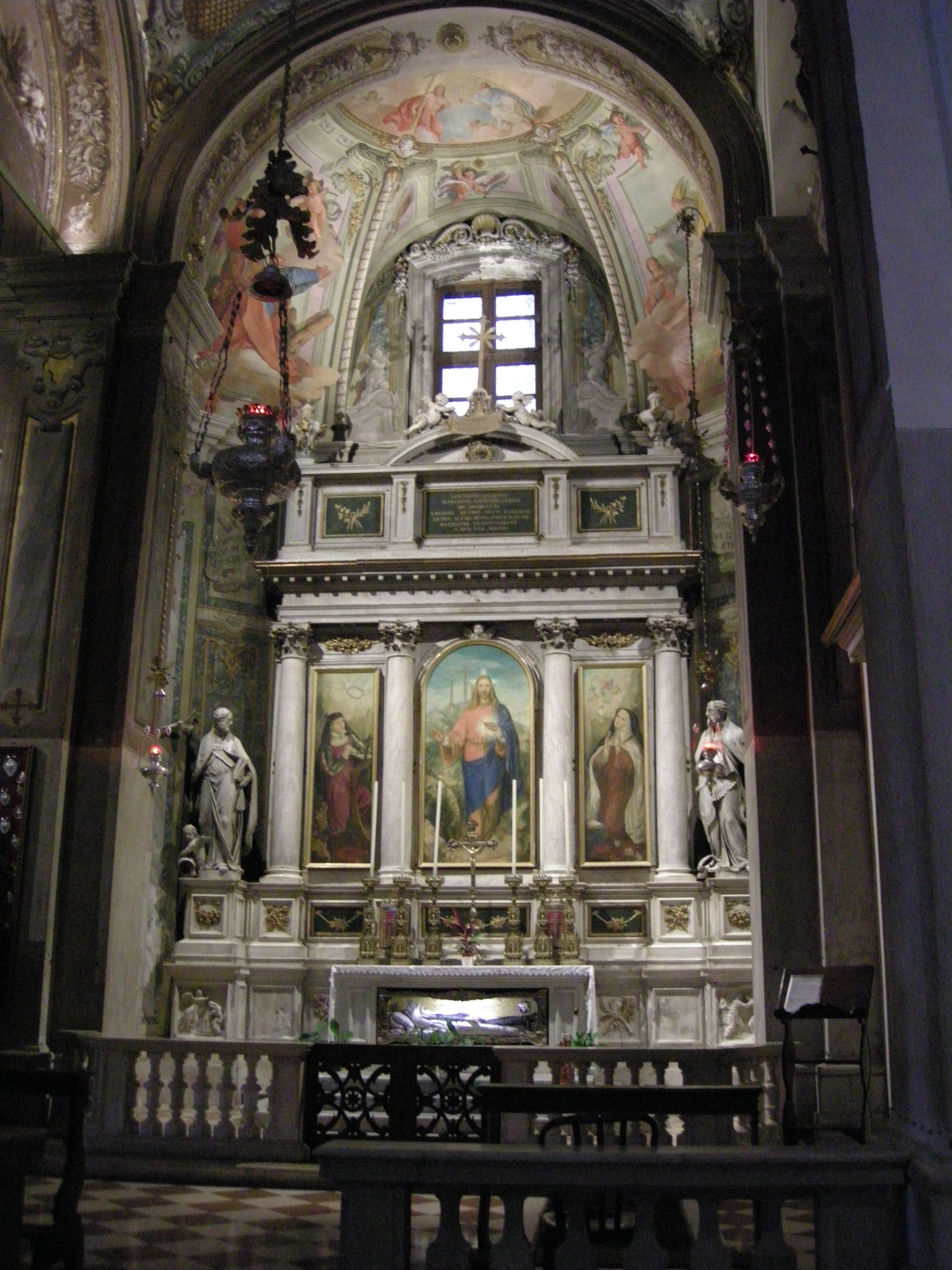
Cappella delle reliquie - Altare.

L'altare delle reliquie è un progetto dell'architetto Francesco Riccati, che trasformò e riadattò il precedente altare dedicato alla Madonna di Reggio.
Il basamento con le statue di san Gregorio papa e di san Quirino vescovo sono opera di Giovanni Bonazza, mentre i bassorilievi con l'Annunciazione e la Visita a santa Elisabetta sono di Giuseppe Torretto.
Il trittico posto sull'altare, opera del pittore Fred Pittino, rappresenta:
- santa Teresa del Bambin Gesù (a sinistra);
- Sacro Cuore di Gesù (al centro);
- Beata Elena Valentinis (a destra).

Sotto la mensa dell'altare è posto il corpo della beata Elena Valentinis, terziaria agostiniana udinese, nata nel 1396 e deceduta nel 1458. La maschera che copre il volto e le mani sono opera dello scultore Max Piccini.
Nel catino della cappella si possono vedere gli affreschi di Pietro Antonio Novelli; nella parte superiore vi è la Trinità, mentre in quella inferiore sono dipinti i patroni e protettori della città di Aquileia e del Patriarcato.
A destra compaiono:
- san Felice
- beato Bertrando di San Genesio
- sant'Ermacora
- san Fortunato

mentre a sinistra
- san Pietro apostolo
- san Marco evangelista
- san Pio I papa
- sant'Andrea apostolo.

Sulla parete di destra è collocato un Crocefisso ligneo probabilmente risalente al XV secolo, in precedenza posto al centro dell'iconostasi dell'abside del presbiterio. Si tratta di un bell'esempio di crocefisso italo-renano.

### Cappella della Santissima Trinità

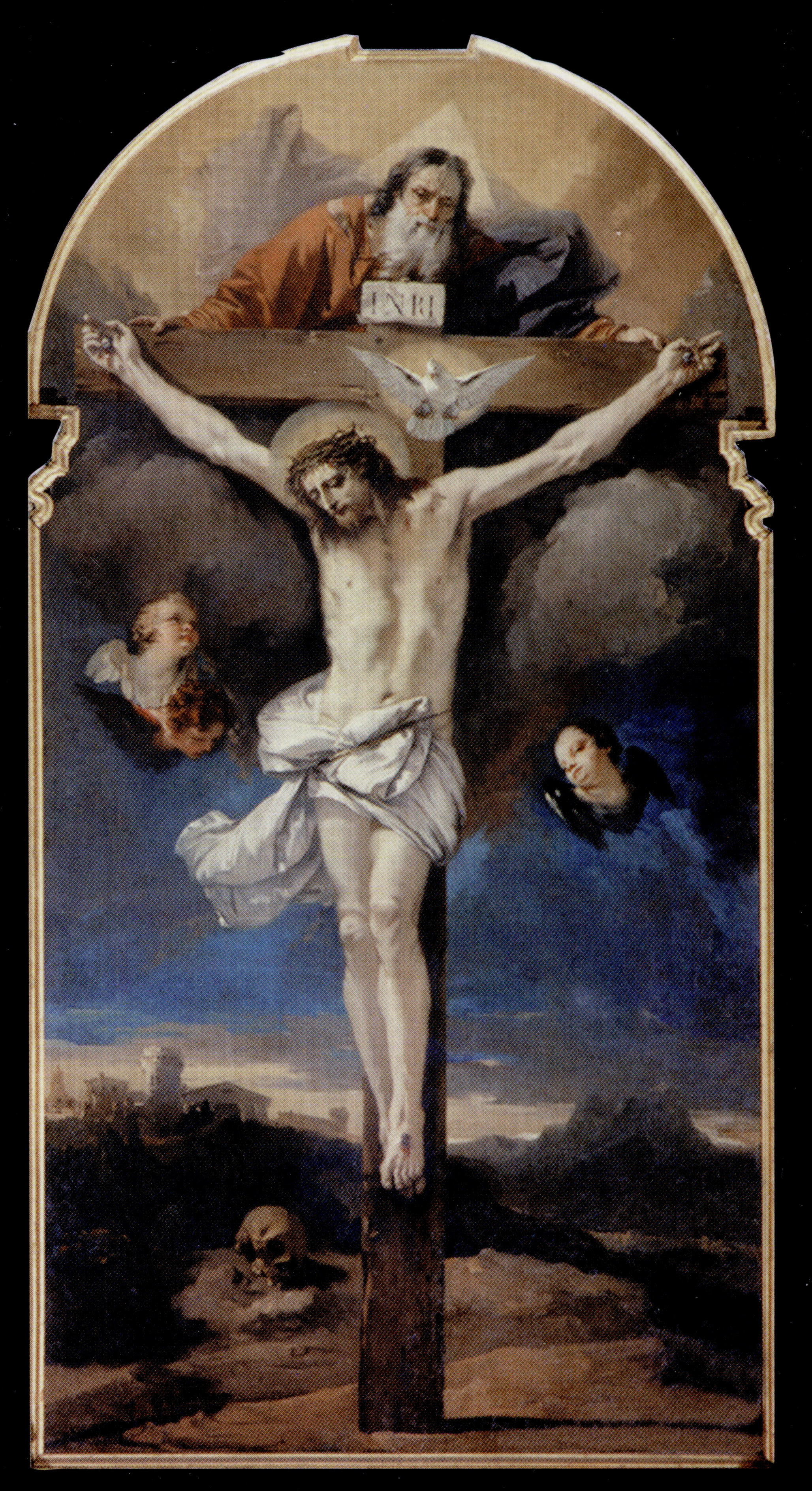
Giovanni Battista Tiepolo - Trinità.

Quando si entra nel duomo, la cappella è la prima che si incontra a destra e fu commissionata dal cardinale Daniele Dolfin, patriarca di Aquileia. L'altare è opera di Francesco e Simone Perioto, mentre la pala, che rappresenta appunto la Trinità, è di Giambattista Tiepolo (1738).
Sul fianco della cappella sono presenti due opere di Pomponio Amalteo, precedentemente portelle dell'organo; rappresentano la Probatica piscina e la Resurrezione di Lazzaro.
Anche questa volta è affrescata da Urbani; sono raffigurati la Giustizia, la Temperanza, la Prudenza ed inoltre alcune scene bibliche come Abramo inginocchiato ascolta la voce di Dio, Mosè in preghiera sul monte Oreb, Angelo che avvina un carbone ardente alla bocca di Isaia ed Il battesimo di Gesù.

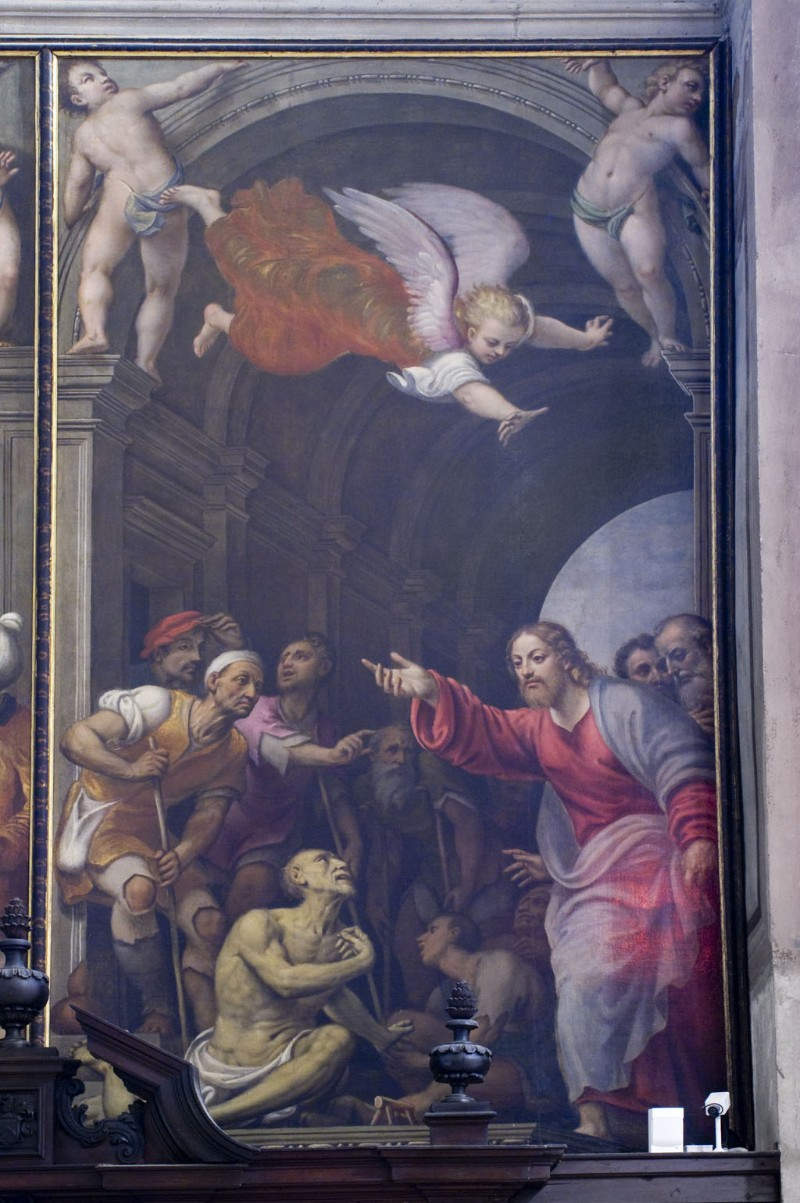
Pomponio Amalteo, Gesù guarisce lo storpio alla piscina probatica
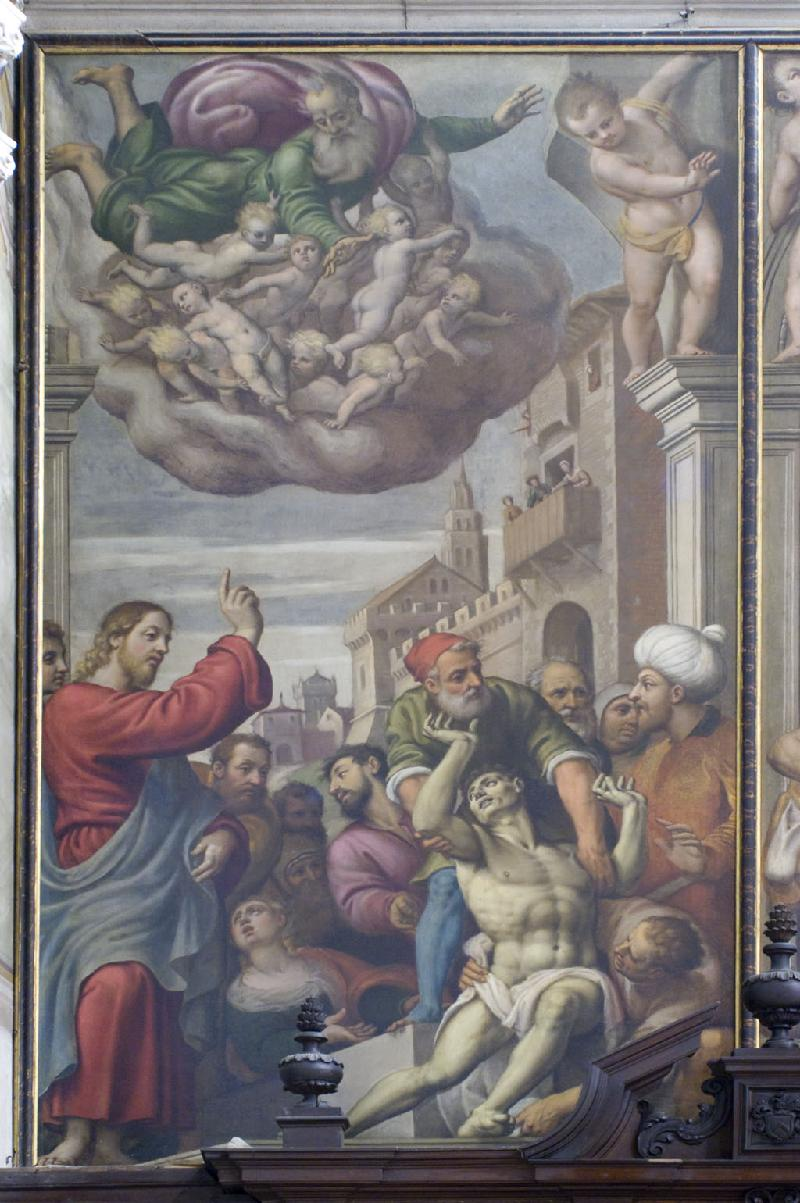
Pomponio Amalteo, Resurrezione di Lazzaro

### Cappella dei Santi Ermacora e Fortunato

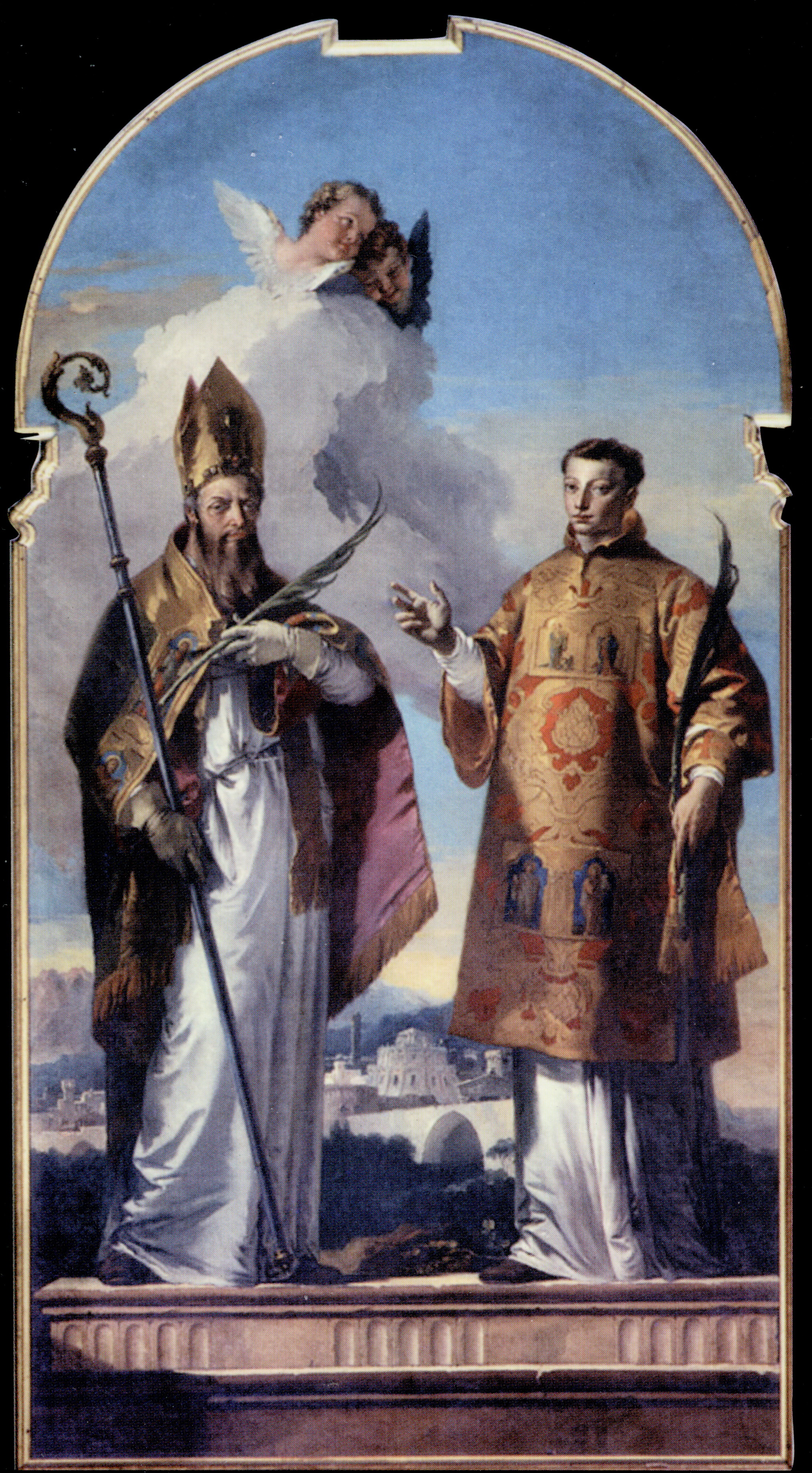
Giovambattista Tiepolo - Santi Ermacora e Fortunato.

Il patriarca Daniele Dolfin decise la costruzione della cappella a proprie spese ed affidò la realizzazione dell'altare a Francesco e Simone Perioto. La pala che orna l'altare è opera di Giovambattista Tiepolo (1736) e rappresenta i santi Ermacora e Fortunato, protomartiri aquileiesi e patroni del Patriarcato.
Come si ricava da documenti coevi, il soggetto e l'impostazione del quadro fu suggerita direttamente dal patriarca Dolfin, che chiese al Tiepolo di attenersi per la rappresentazione dei santi a quella, ancora esistente, di Cesare Vecellio conservata nella chiesa di San Vito a Pieve di Cadore. La parte più originale e più caratteristica dell'opera è messa in rilievo nel paesaggio presente nel fondo.
La decorazione della volta è sempre opera dell'Urbani, ma di gran lunga è la sua realizzazione più pregevole: vi è dipinta una cupola a prospettiva centrale, dalla quale si vede scendere un angelo con una palma ed una corona di alloro, simboli di martirio e di gloria.

### Cappella dei Santi Giovanni Battista ed Eustachio

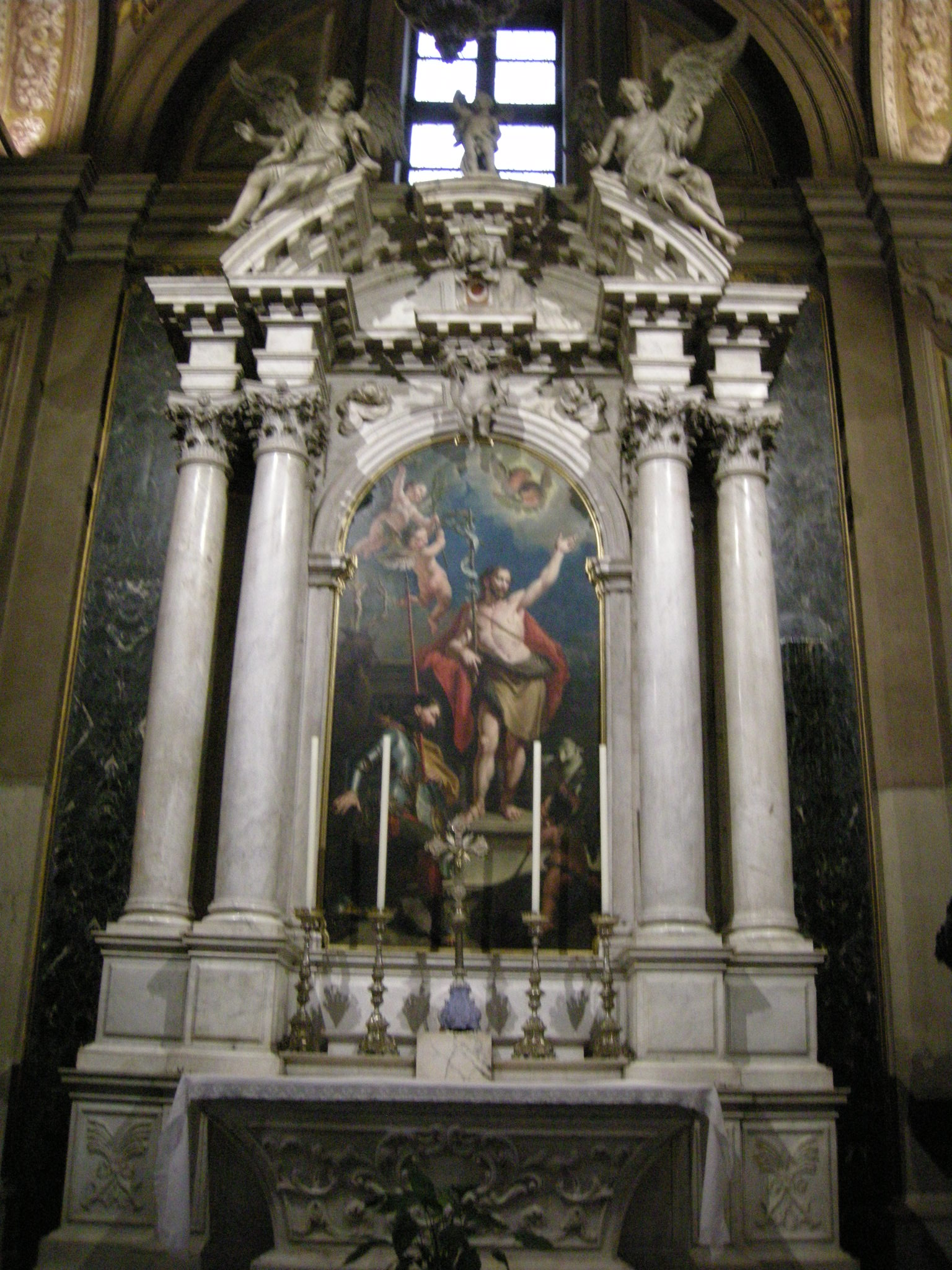
L'altare della cappella dei Santi Giovanni Battista ed Eustachio.

La cappella dedicata ai santi Giovanni Battista ed Eustachio si trovava in origine nel presbiterio e fu eretta dagli Arcoloniani. Fu spostata qui durante la ristrutturazione settecentesca e vi fu spostata anche la tomba e sull'altare fu posto lo stemma della famiglia.
La pala d'altare rappresenta i santi Giovanni Battista ed Eustachio ed è opera di Francesco Salvatore Fontebasso: è presente il Battista in piedi, mentre sant'Eustachio è inginocchiato e dietro di lui c'è un cervo con un crocefisso tra le corna.
Sulla volta sono dipinti gli evangelisti Marco, Matteo, Luca e Giovanni ed i profeti Davide, Mosè, Geremia ed Ezechiele e per concludere anche l'Agnus Dei.

### Cappella del Santissimo Sacramento

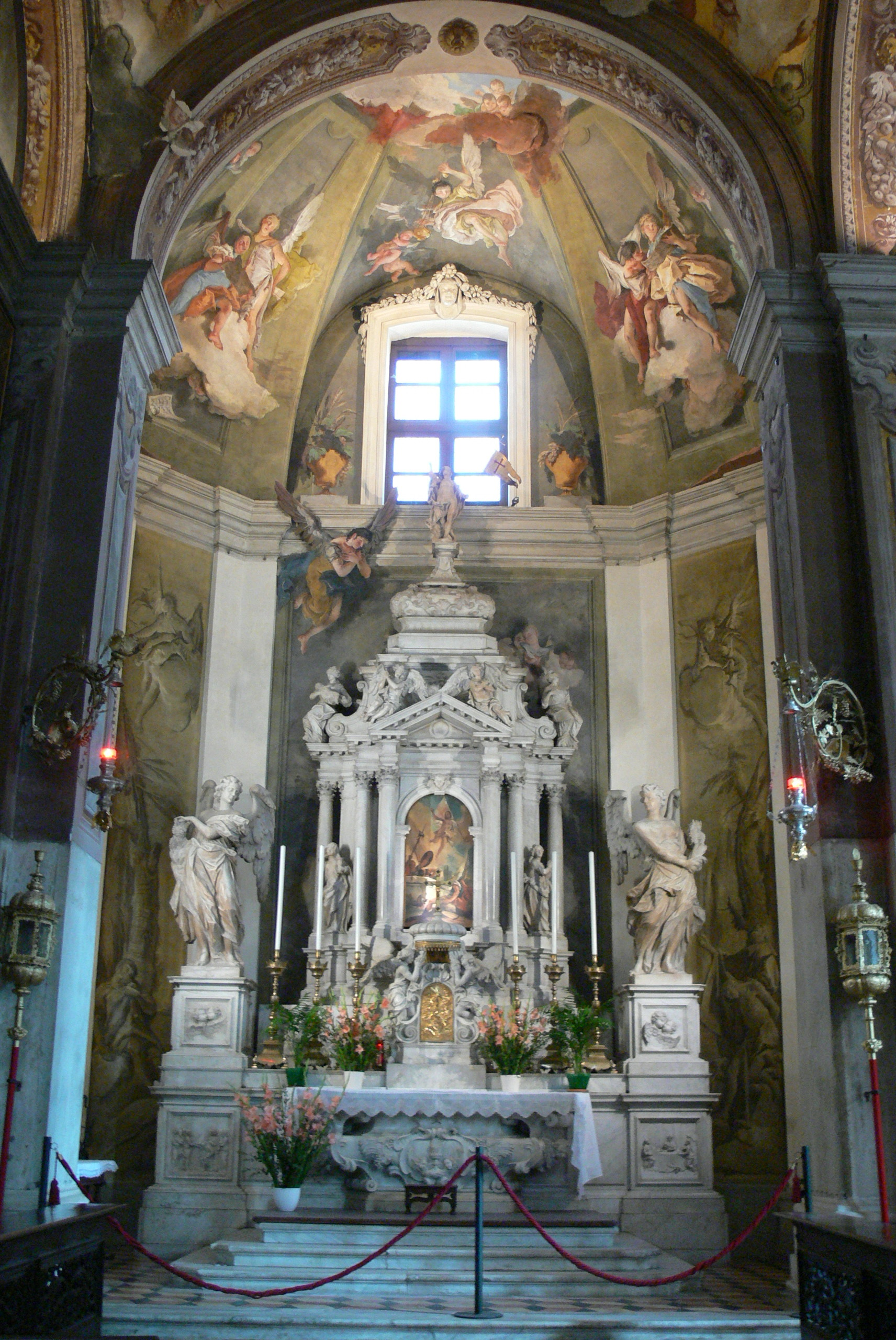
La Cappella del Santissimo Sacramento.

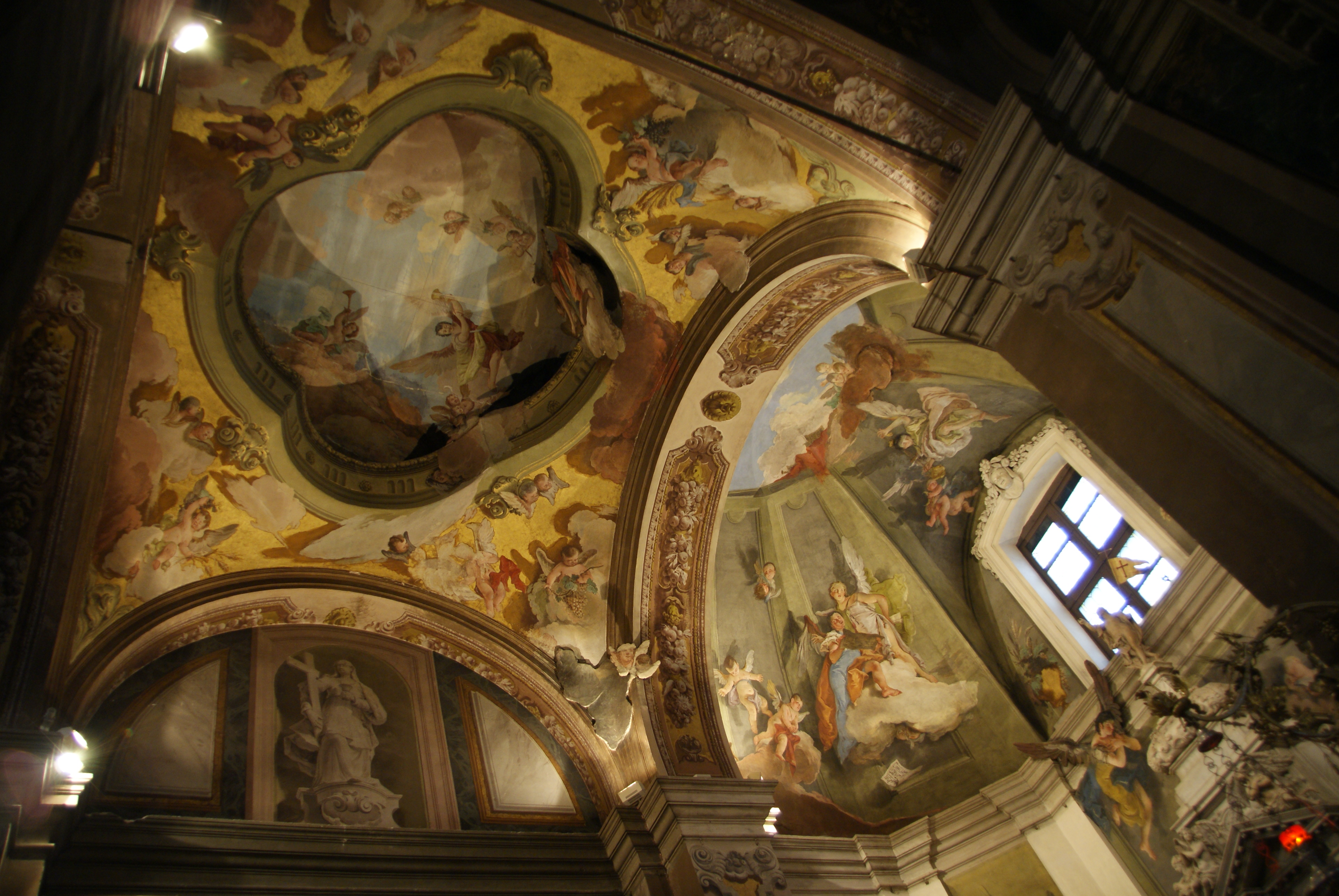
Affreschi del soffitto e dell'abside della Cappella del Santissimo Sacramento.

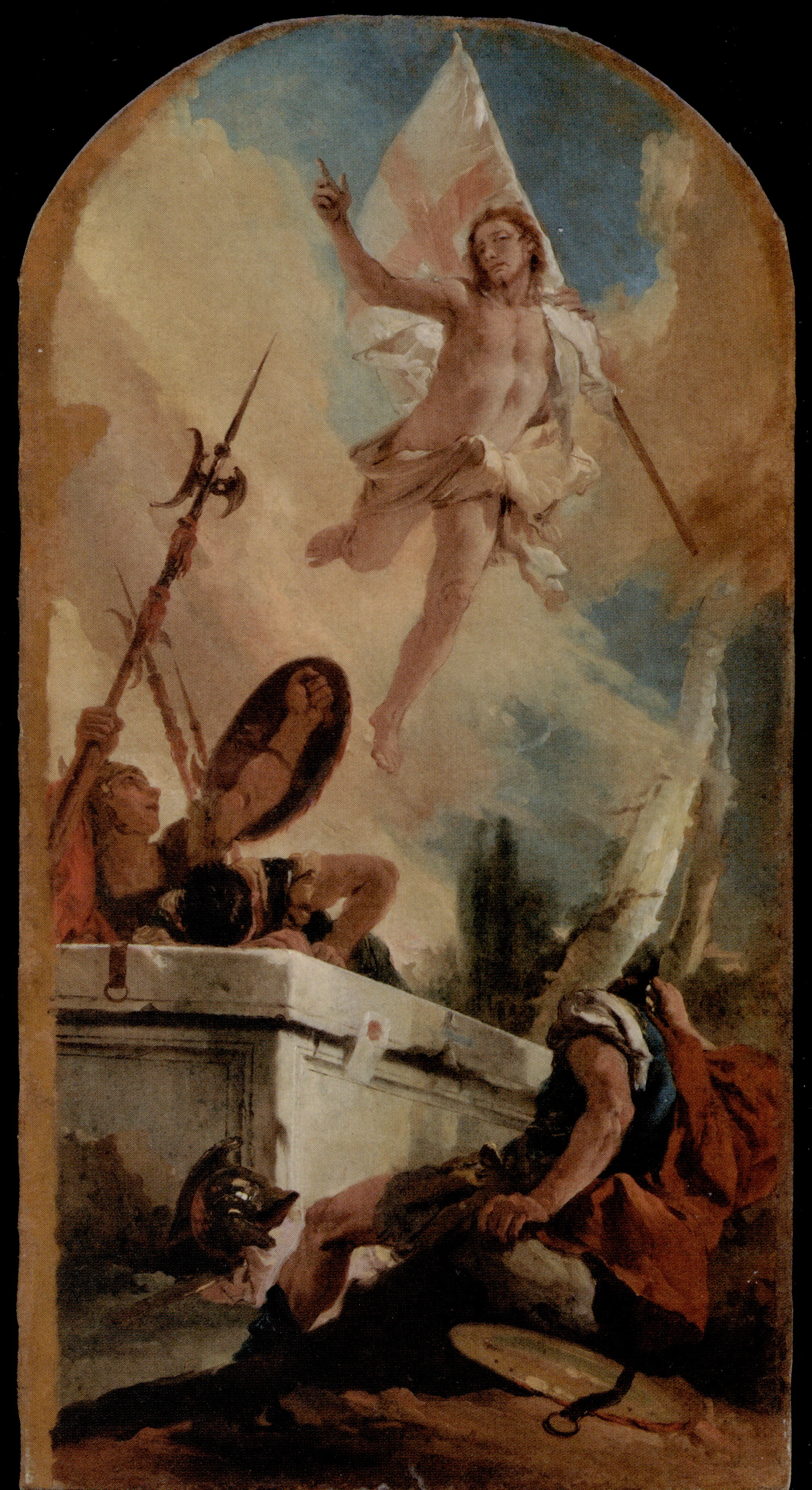
Giovanni Battista Tiepolo - Resurrezione.

Gli affreschi monocromi della parete di fondo sono stati eseguiti dal pittore veneziano Giambattista Tiepolo nel 1726.
Il grande pittore veneziano raffigurò il Sacrificio di Isacco sulla sinistra e l'Apparizione dell'Angelo ad Abramo a destra.
In alto, gli Angeli Cantori ripresi in scorcio.
La paletta raffigurante la Risurrezione è sempre opera del Tiepolo.
Sulle pareti sono appese le antiche portelle dell'organo settentrionale con la Cacciata dei mercati dal Tempio dipinte da Pomponio Amalteo.

## I due organi
I due organi posizionati ai lati della navata risalgono al Cinquecento.
Quello in cornu epistolae (parete nord-ovest, opera di Vincenzo De Columbi da Casale Monferrato, del 1549, e poi rifatto da Francesco Dacci nel 1758) e quello in cornu evangeli (parete nord-est, del Nacchini - 1745) hanno delle decorazioni sulle portelle che sono meravigliosi esempi del Rinascimento veneto.
Le portelle originarie di quello in cornu evangeli furono eseguite originariamente da Andrea Bellunello, ma sono andate perdute; le attuali sono state eseguite da il Pordenone nel 1528 con storie dei santi Ermacora e Fortunato, patroni della città di Udine.
Le pitture rappresentano:
- Sant'Ermacora dà il battesimo alle quattro vergini aquileiesi;
- Sant'Ermacora davanti al prefetto Sebaste;
- Sant'Ermacora rende la vista in carcere ad Alessandra;
- Flagellazione di sant'Ermacora;
- Il prefetto Sebaste pronuncia la condanna a morte contro i santi Ermacora e Fortunato;
- I santi Ermacora e Fortunato condotti al sepolcro.

L'ultimo riquadro di destra e l'ultimo di sinistra sono però copie settecentesche; gli originali sono conservati nella sacrestia.
Le portelle dell'organo in cornu evangeli erano originariamente dipinte da Pellegrino da San Daniele, ma ora sono conservate presso i Musei Civici; quelle che si possono vedere oggi sono opera di Francesco Floreani e Giovanni Battista Grassi, del 1556.
Sono stati eseguiti dal Floreani:
- Gesù risana un infermo;
- Epifania;
- Gesù tra i dottori
- Gesù risana un paralitico;

mentre dal Grassi:
- la Natività;
- la Circoncisione;
- l'Annunciazione.

## Presbiterio

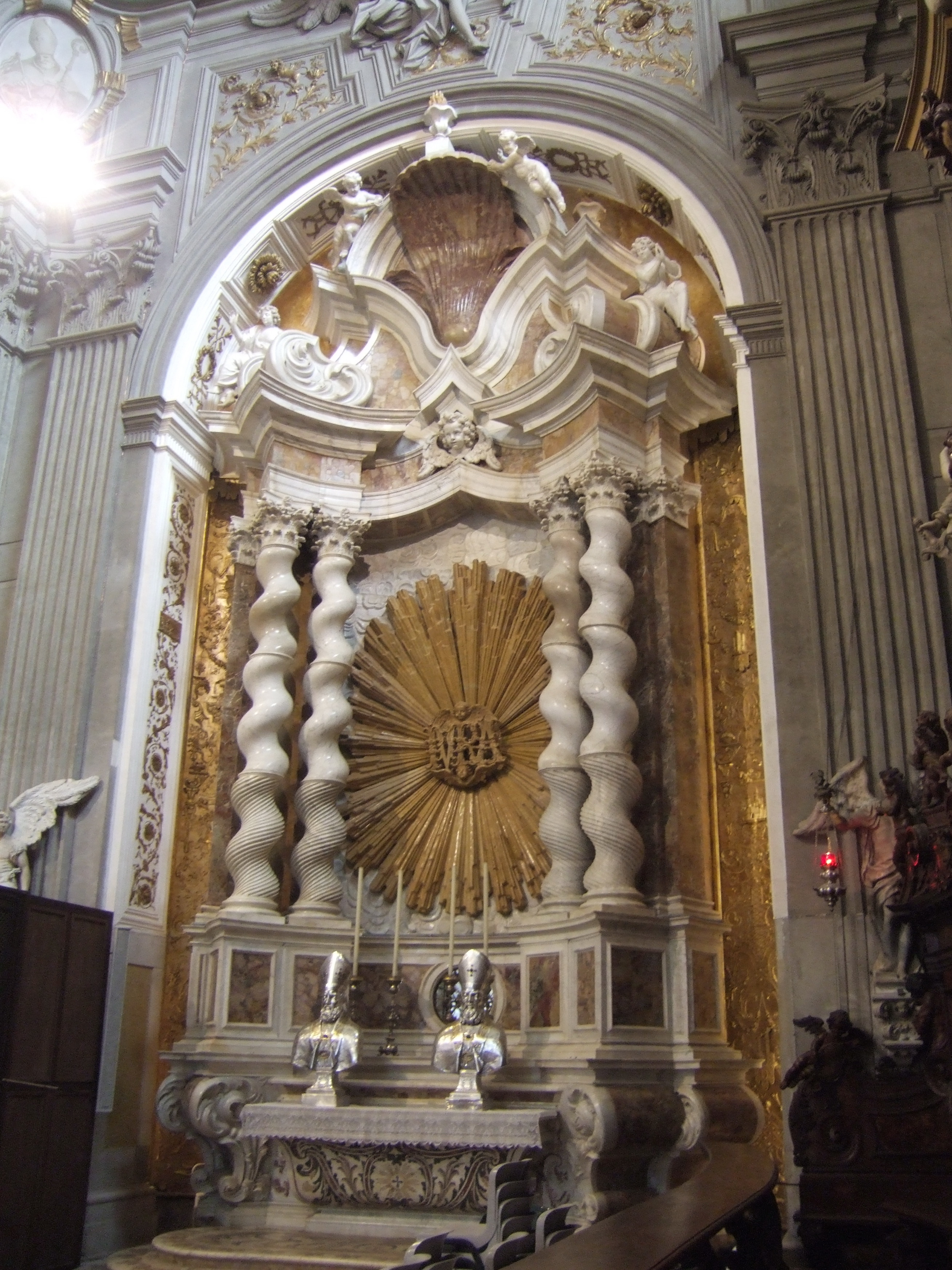
L'altare del Nome di Maria.

L'altare maggiore è opera di Giuseppe Torretto ed è dominato dalle statue della Vergine e dell'Arcangelo Gabriele raffigurate nel momento della Annunciazione; sono considerate tra i maggiori lavori dell'artista, vista la ieraticità e la solennità delle figure. Sotto la mensa dell'altare si vede il beato patriarca Bertrando ferito a morte.

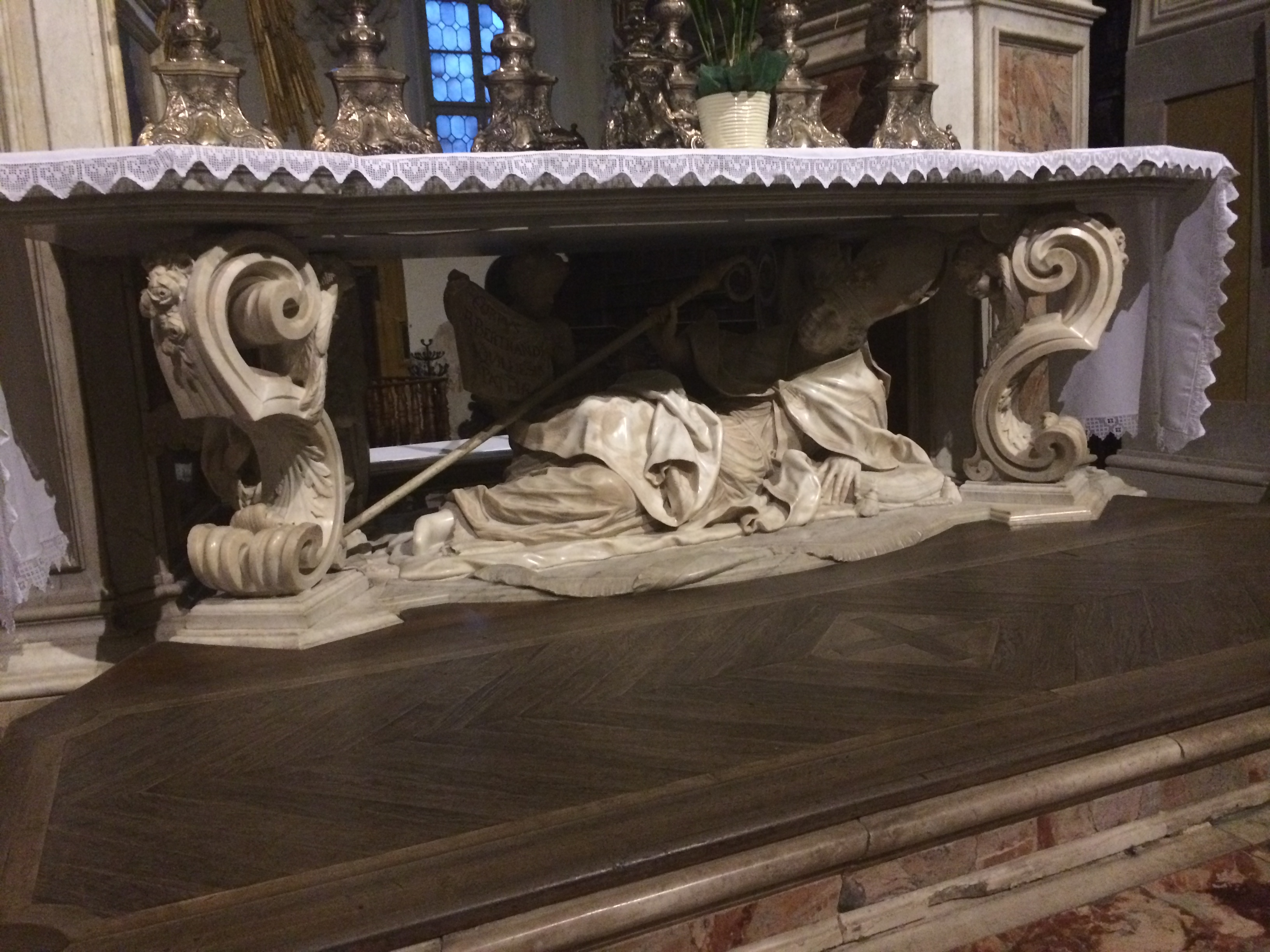
La statua del patriarca Bertrando ferito a morte

Ai lati dell'altare vi sono due angeli, quello di destra opera sempre del Torretto, mentre quello di sinistra di un suo collaboratore. L'altare è preceduto da due maestosi candelabri in marmo.
Oltre all'altare maggiore sono presenti altri due altari, posti ai fianchi; il primo è dedicato al Nome di Gesù ed il secondo al Nome di Maria; si tratta di progetti dell'architetto barocco Giuseppe Pozzo, attivo tra la fine del XVII e la metà del XVIII secolo. Gli angeli presenti sono, invece, opera di Orazio Marinali.
Sempre nel presbiterio sono presenti due dossali lignei con sedili per far accomodare i dignitari ecclesiastici e civili durante le cerimonie religiose. Su quello di sinistra prendeva posto il patriarca con gli altri vescovi della provincia metropolitica di Aquileia, mentre quello di destra era riservato al luogotenente veneziano ed al suo seguito.
Il dossale riservato alle autorità ecclesiastiche contiene composizioni scultoree che alludono ai compiti ed ai doveri dei sacerdoti:
- Un angelo avvicina un carbone ardente alla bocca di Isaia;
- Mosè fa sgorgare l'acqua dalla roccia;
- Davide suona l'arpa;
- Mosè in preghiera sul monte Oreb;
- Il trasporto dell'Arca dell'Alleanza in Gerusalemme;
- Elia svegliato dall'angelo.

Le scene rappresentante sul dossale riservato alle autorità civili hanno lo scopo di riaffermare che la sapienza è necessaria al buon governo, mentre la stoltezza porta al mal governo. Queste scene sono:
- La madre del Verbo, sede della Sapienza;
- Giuditta ed Oloferne;
- Rachele e Lia;
- La Sapienza;
- Ester ed Assuero;
- La follia ha sviato i sentimenti di Salomone.

Tutti gli intagli lignei dei due dossali sono tra le migliori realizzazioni degli scultori del legno veneti e friulani tra il Sei ed il Settecento grazie all'accurata ricercatezza della composizione e del modellato. Secondo documenti coevi, sono opere dell'udinese Francesco Picchi e del veneziano Matteo Calderini, artisti non conosciuti per altri lavori. In base a considerazioni stilistiche ed anche al raffronto con dei bozzetti esistenti nel seminario patriarcale di Venezia, alcuni studiosi, tra cui Carlo Someda de Marco, hanno avanzato l'ipotesi che siano opera del grande scultore Andrea Brustolon, almeno per quanto riguarda l'impostazione progettuale.

### I due mausolei

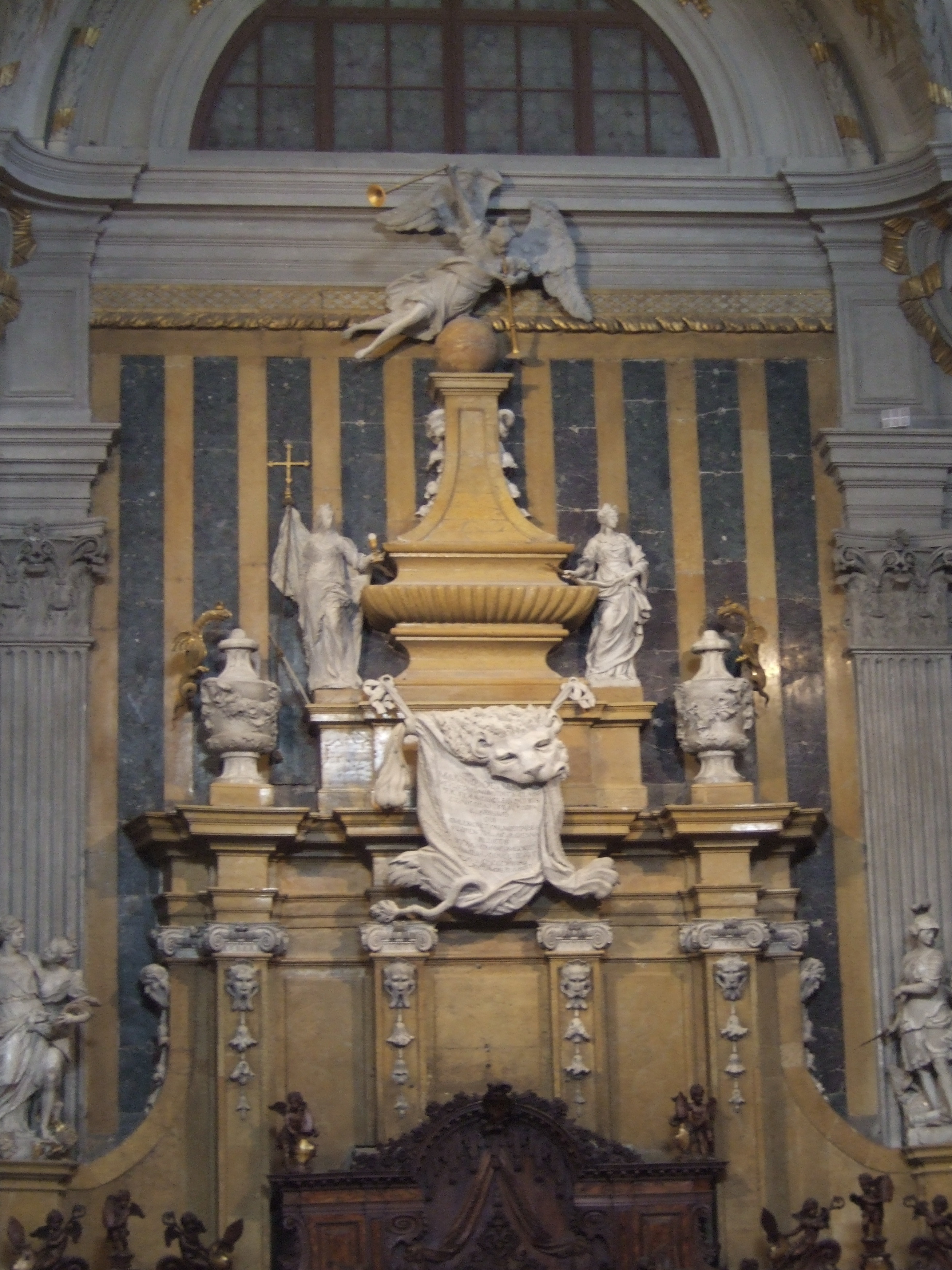
Il mauosoleo di sinistra

Dietro ognuno dei due dossali sono posti i mausolei della famiglia Manin, la famiglia udinese che aveva finanziato i lavori di ristrutturazione dell'intero presbiterio. Entrambi furono progettati da Domenico Rossi con la collaborazione di Giuseppe Torretto, che ebbe anche il compito di supervisionare la realizzazione delle statue che li adornano. Alcune di queste sono opera del Torretto, altre della sua bottega; hanno la funzione di celebrare i fasti, la potenza e la magnanimità della Repubblica di Venezia. Sul mausoleo di sinistra nella parte inferiore vi possono vedere il gruppo dell'Opulenza della Repubblica di Venezia con le fecondità della sua terra, personificate da due ragazze, la prima con numerosi gioielli ed un leone ai suoi piedi, la seconda con prodotti agricoli, ed il gruppo della Forza militare della Repubblica e la sua saggia amministrazione, rappresentate da due ragazze, la prima con spada e corazza ed un trofeo d'armi, l'altra seduta con ai piedi un voluminoso libro. Entrambi i gruppi sono opera del Torretto. Sulla sommità compaiono altre due figure, opera di Antonio Corradini, che raffigurano una giovane velata rappresentante la Fede cristiana della Repubblica, mentre la seconda ha una stella in fronte rappresentante il Potere della Repubblica.
Sul mausoleo di destra nella parte inferiore vi è il gruppo della Magnanimità della Repubblica con i popoli vinti, personificata da una giovane con la spada riposta nel fodero che bacia sulla fronte un'altra ragazza, che rappresenta il popolo vinto; sul lato opposto vi è il gruppo della Corrispondenza dei commerci della Repubblica, dove si vede una donna che sostiene una catenella, allacciata al collo di un'altra che le sta appresso. I due gruppi furono realizzati da Pietro Baratta, su modello del Torretto. Sulla parte superiore si può ammirare la statua dell'Equità della Repubblica, rappresentata da una donna con bilancia e numerose monete in mano, posta di fronte alla statua della Tranquillità della Repubblica, una figura femminile che tiene in mano un globo con delle aperture. Queste due opere sono attribuite a Tommaso Bonazza.
Sopra i due mausolei sono posti quattro vasi (due per ogni mausoleo), su cui si poggiano dei draghi, simbolo di fedeltà e di vigilanza.

### Cripta
Dal coro una scala scende verso la cripta, ora in fase di sistemazione. È presente la tomba dell'arcivescovo Alfredo Battisti, del vescovo Lucio Soravito De Franceschi e dell'Arcivescovo Pietro Brollo.

## Sacrestia
La sistemazione attuale della sacrestia è stata progettata ed eseguita da Luca Andreoli nel 1776. È composta da tre vasti ambienti.

### Aula dei mansionari
Sono presenti due tavole del Pordenone, che in precedenza erano parte del parapetto della cantoria dell'organo in cornu epistolae:
- Sant'Ermacora battezza le quattro vergini aquileiesi Tecla, Eufemia, Erasma e Dorotea;
- I santi Ermacora e Fortunato sono portati al sepolcro.

Altre opere presenti:
- Le nozze di Cana opera di Giovanni Battista Grassi;
- Gesù risana un infermo opera di Giovanni Battista Grassi;
- Madonna con il Bambino opera di Jacopo Palma il Giovane;
- Isacco benedice Giacobbe opera attribuita a Frans Hals
- Crocefisso con la Vergine, san Giovanni, la Maddalena e san Biagio opera di Giovambattista Tiepolo

### Aula dei canonici
La stanza era così chiamata perché qui si riunivano i membri del Capitolo. È affrescata da Pietro Antonio Novelli, mentre le decorazioni sono di Giuseppe Morelli. L'affresco del soffitto è intitolato La Chiesa rende omaggio alla Fede e gli evangelisti Matteo, Marco, Luca e Giovanni.

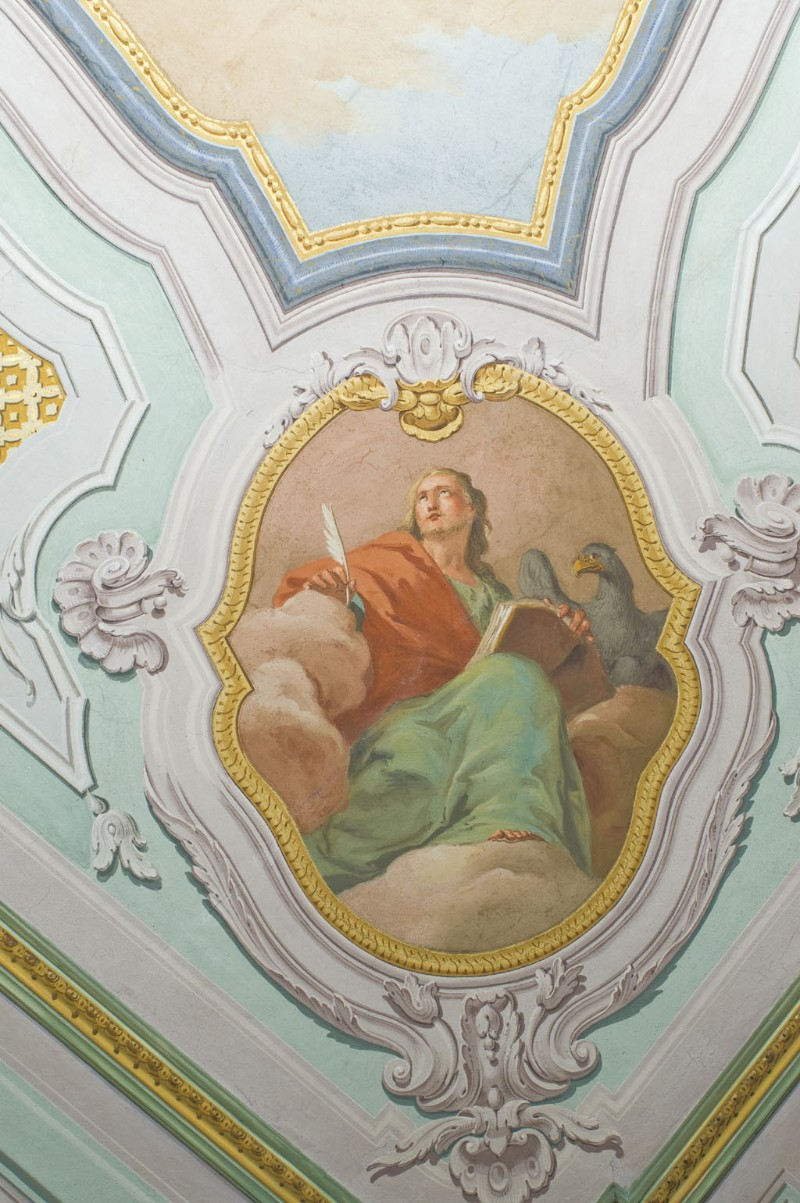
San Giovanni evangelista
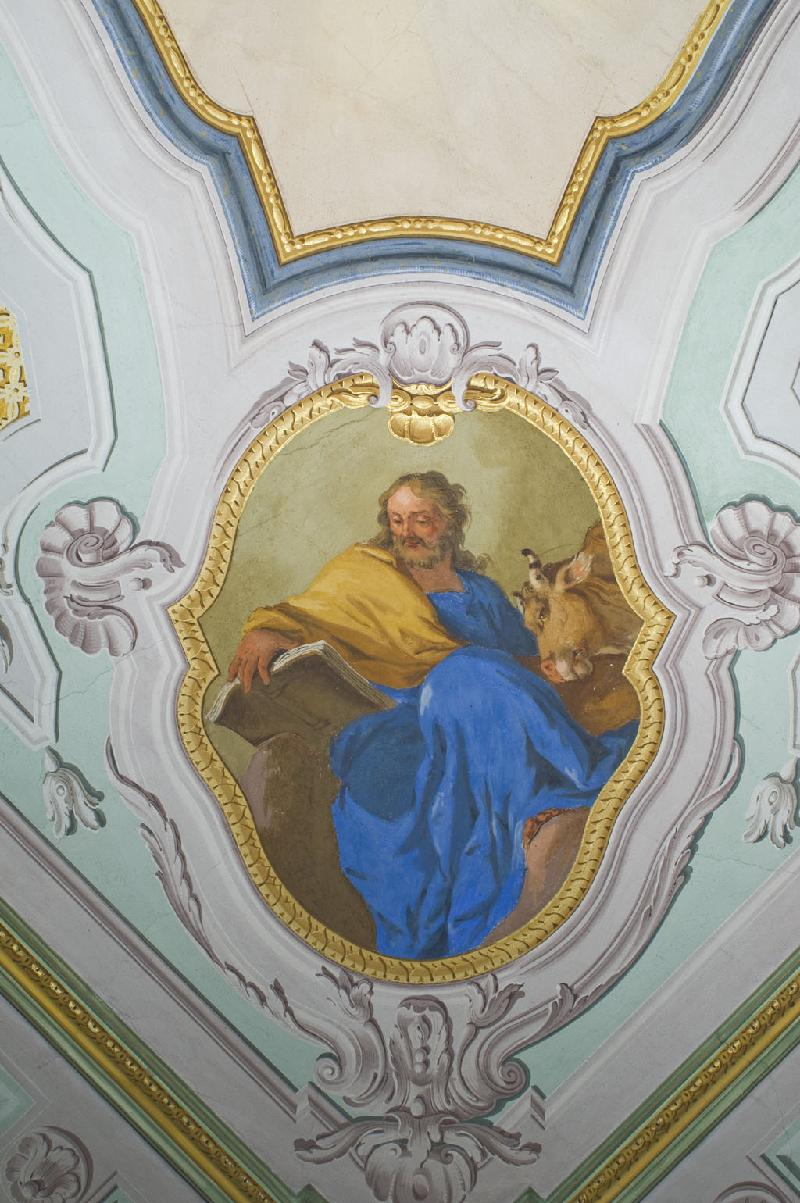
San Luca evangelista
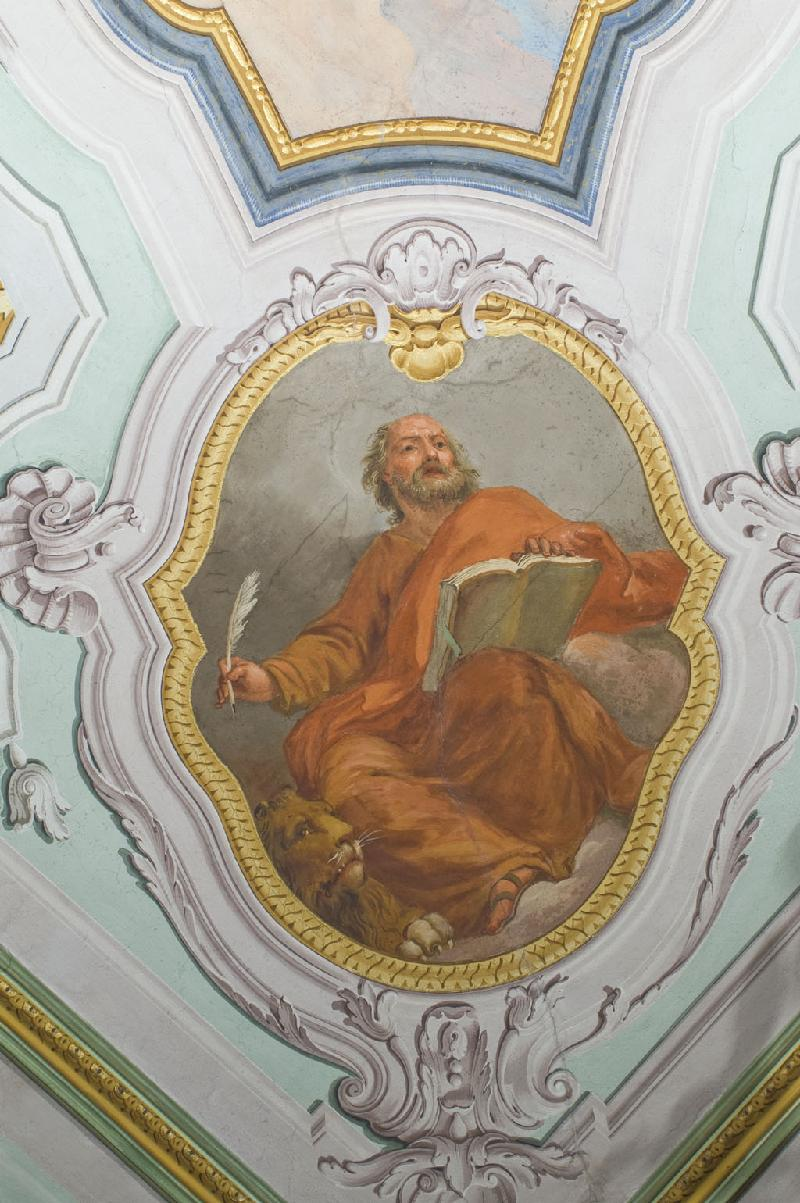
San Marco evangelista
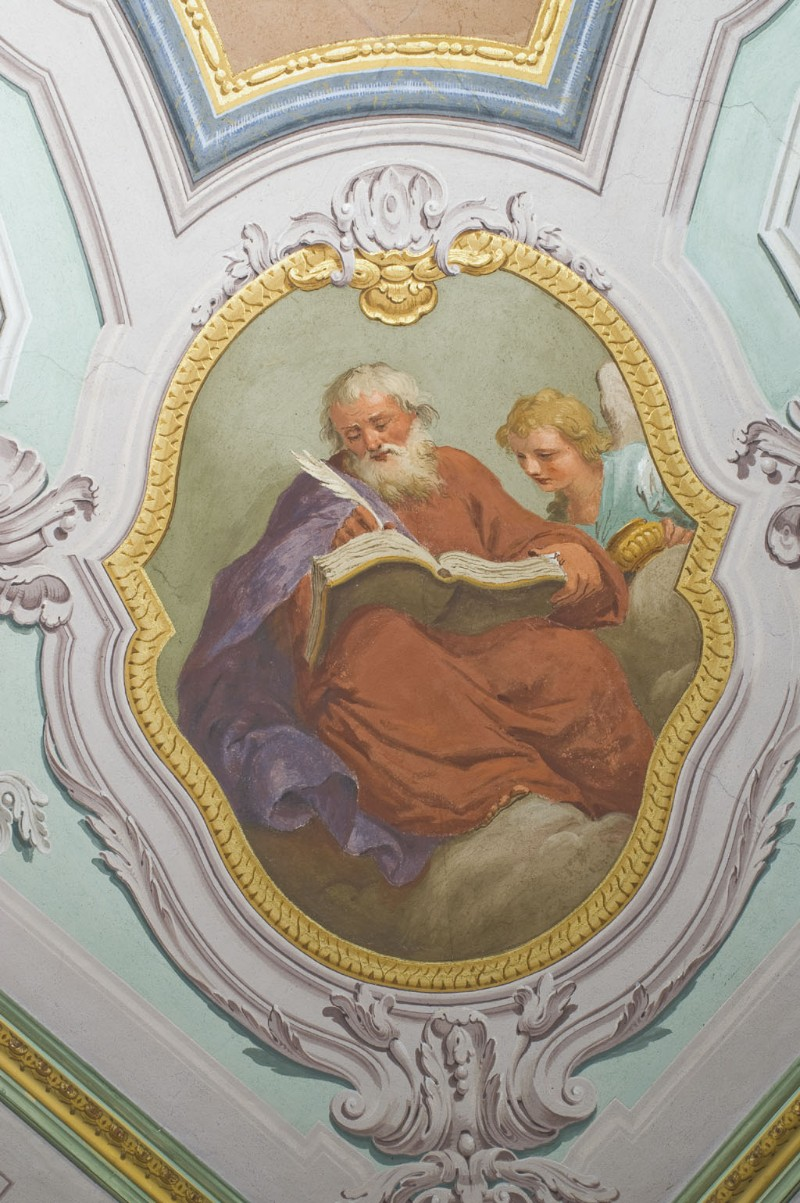
San Matteo evangelista

Sulle pareti sono affrescate dal Novelli otto scene con i fatti principali del Patriarcato di Aquileia:

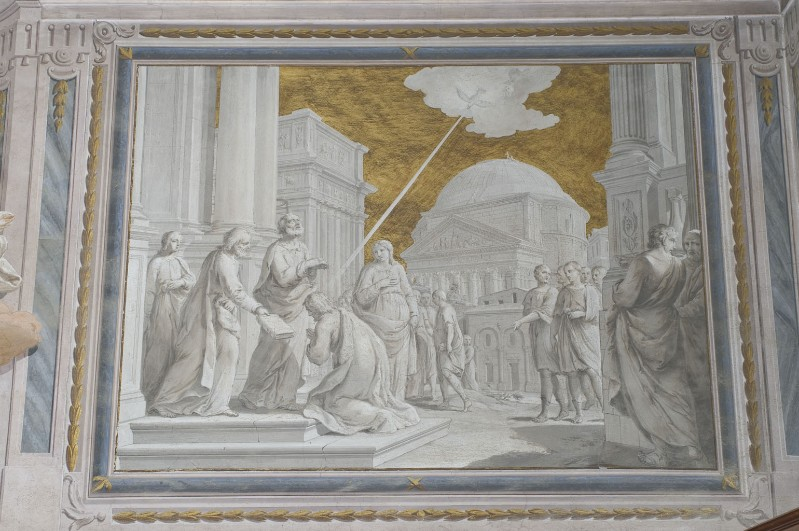
San Pietro consacra sant'Ermacora vescovo di Aquileia
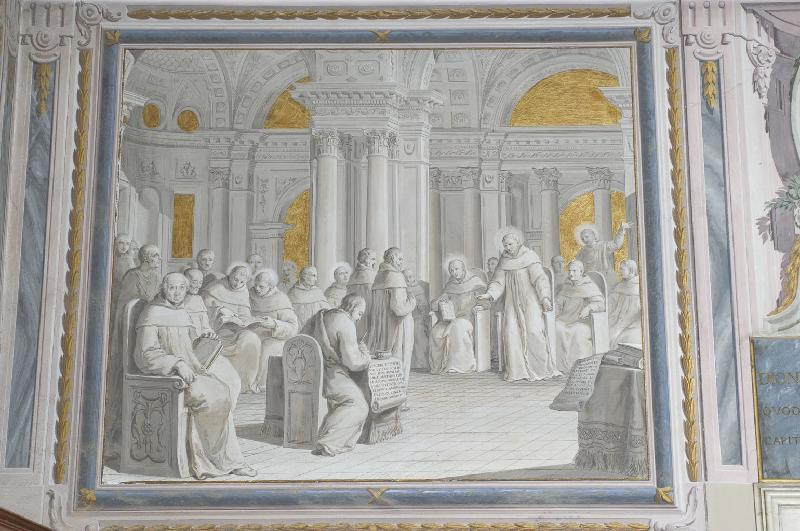
San Valeriano nella basilica di Aquileia presiede un concilio di vescovi
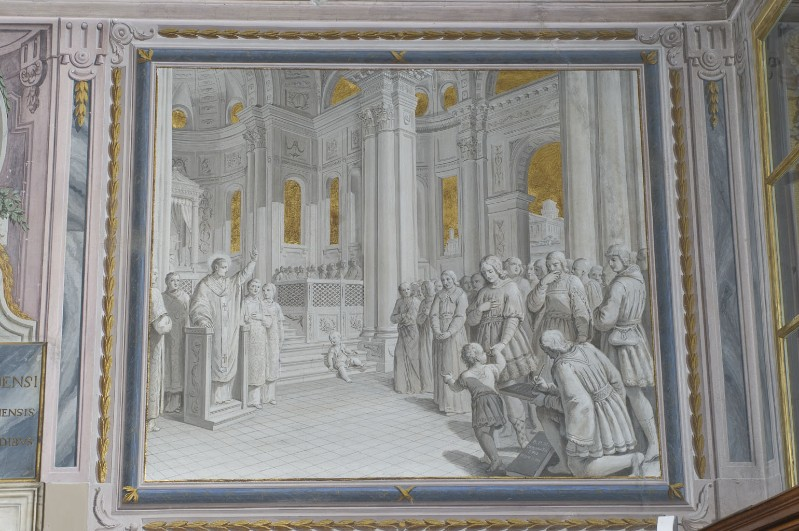
San Cromazio predica nella basilica di Aquileia
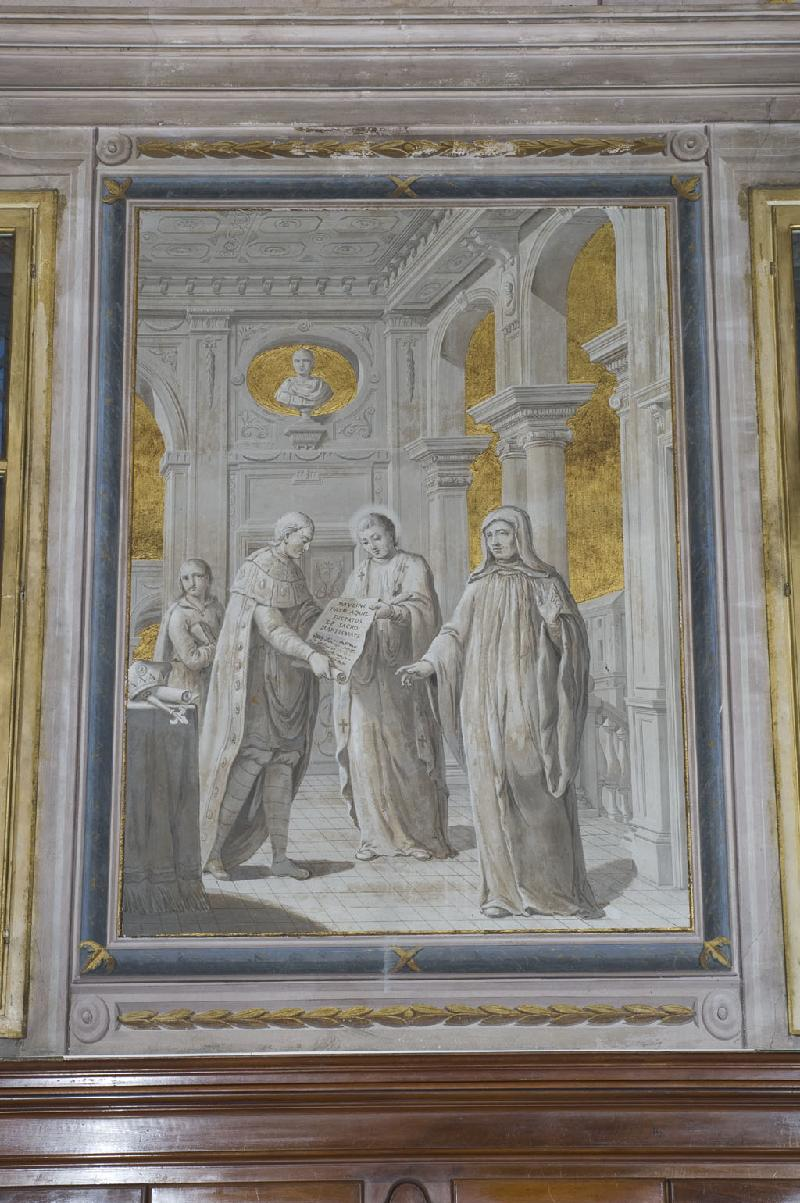
Carlo Magno legge una pastorale del patriarca Paolino
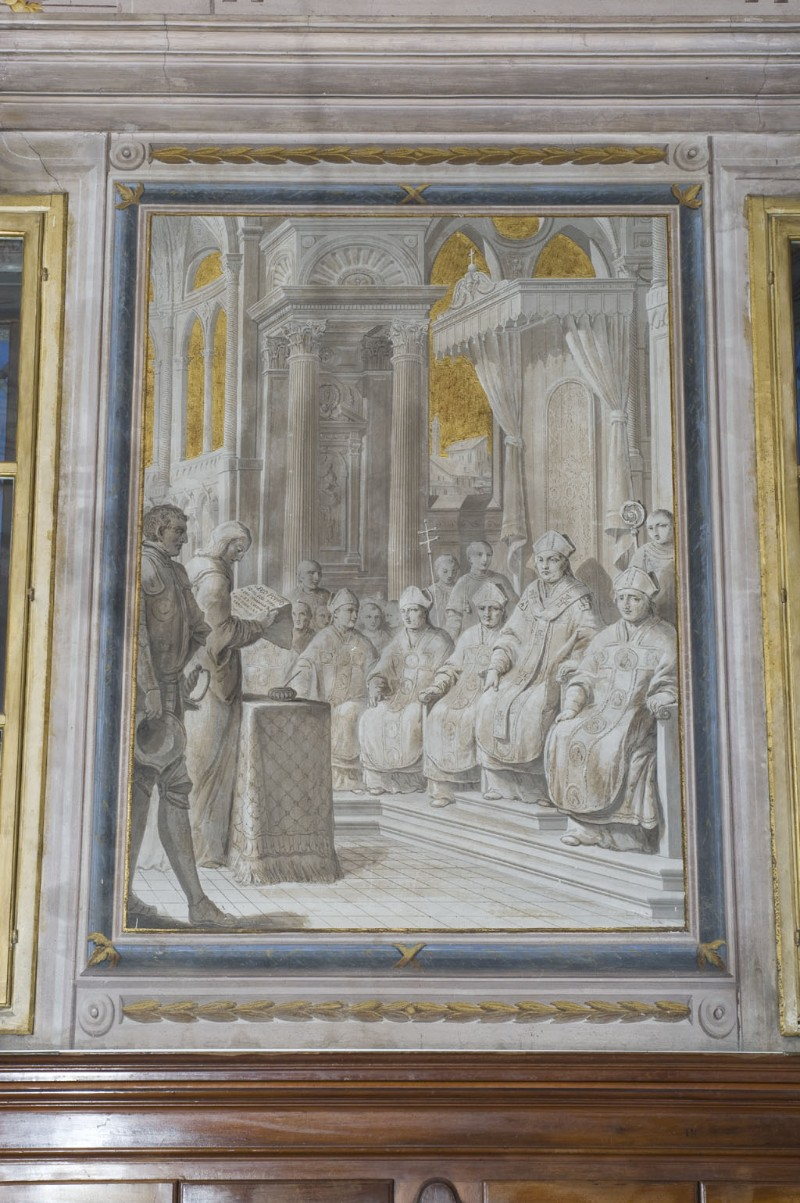
Il patriarca Poppone rende pubblico un decreto in favore del Capitolo di Aquileia
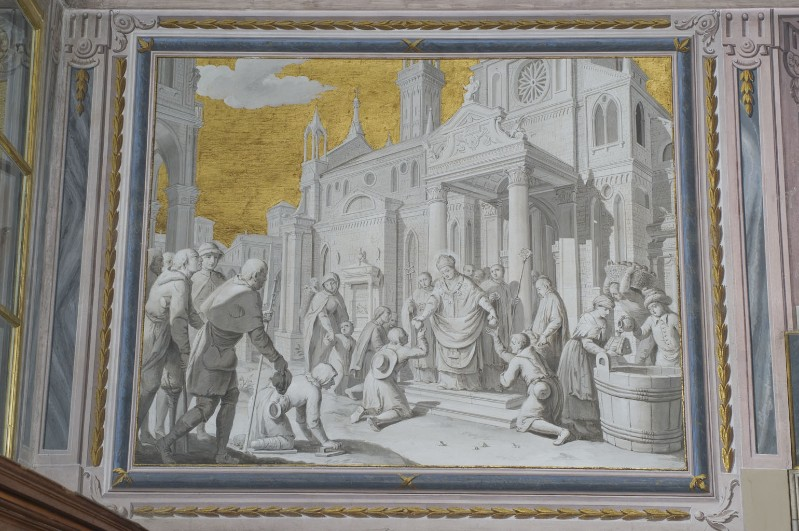
Il patriarca Bertrando dispensa la carità ai poveri
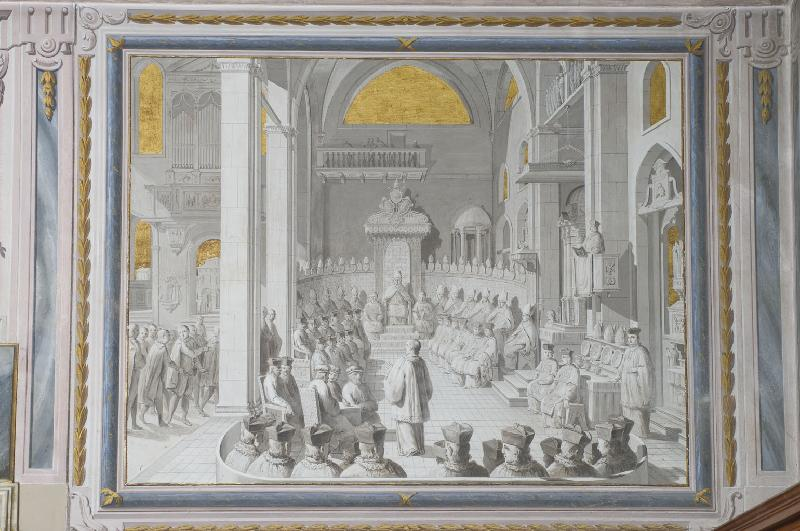
Il patriarca Francesco Barbaro presiede il sinodo provinciale del 1596
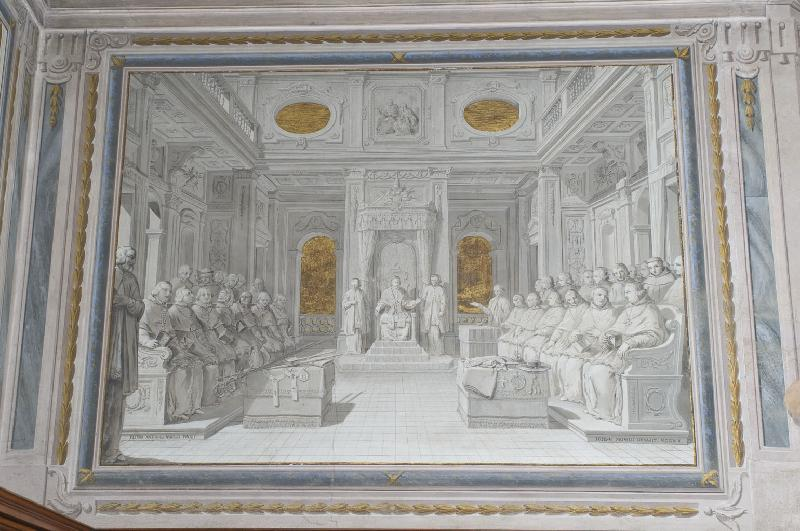
Papa Benedetto XIV decide la soppressione del Patriarcato di Aquileia ed istituisce le sedi arcivescovili di Udine e Gorizia

Sono presenti, inoltre, una statua marmorea dell'Assunta, opera del Torretto, e i busti dei patriarchi Dionisio 
e Daniele Dolfin con iscrizioni lapidee.

## Museo del Duomo

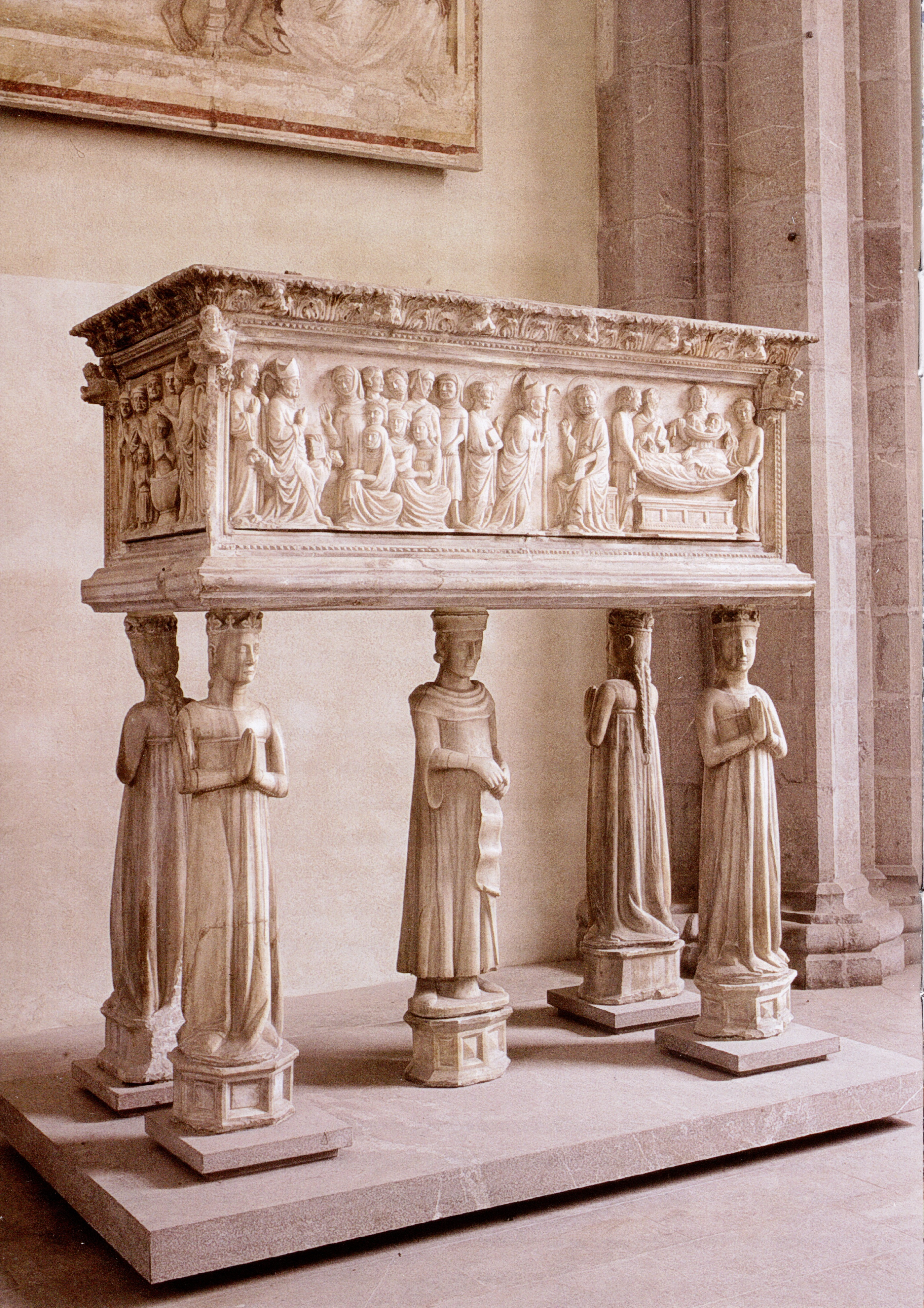
L'arca beato Bertrando di San Genesio.

Oltre la navata sinistra, con ingresso presso la base del campanile, si trova il Museo del Duomo costituito da:
- la Cappella di San Nicolò con affreschi trecenteschi, alcuni dei quali di Vitale da Bologna e della sua bottega, in particolare Cristoforo da Bologna;
- la Cappella del Corpo di Cristo con altre pitture trecentesche del cosiddetto Maestro dei Padiglioni e reliquie del beato patriarca Bertrando di San Genesio;
- battistero con volta gotica con l'arca del beato Bertrando di San Genesio.

### Cappella di San Nicolò
La cappella conserva i dipinti più antichi del Duomo, risalenti al Trecento, alcuni dei quali furono realizzati da Vitale da Bologna. Sfortunatamente alcuni sono molto deperiti.
La cappella fu costruita verso il 1330 e durante le trasformazioni del '700 venne inglobata con l'adiacente Cappella del Corpo di Cristo così da formare un unico ambiente; la struttura originaria fu ripristinata nel 1953.
Sulla parete di destra sono rappresentate alcune storie della vita di san Nicola di Mira, dipinte da Vitale da Bologna durante il suo soggiorno udinese (1348-1349).

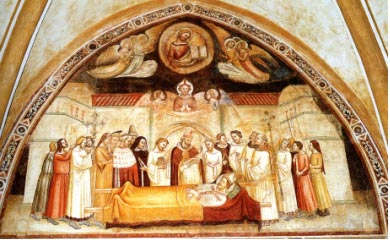
Vitale da Bologna - Esequie di san Nicolò.

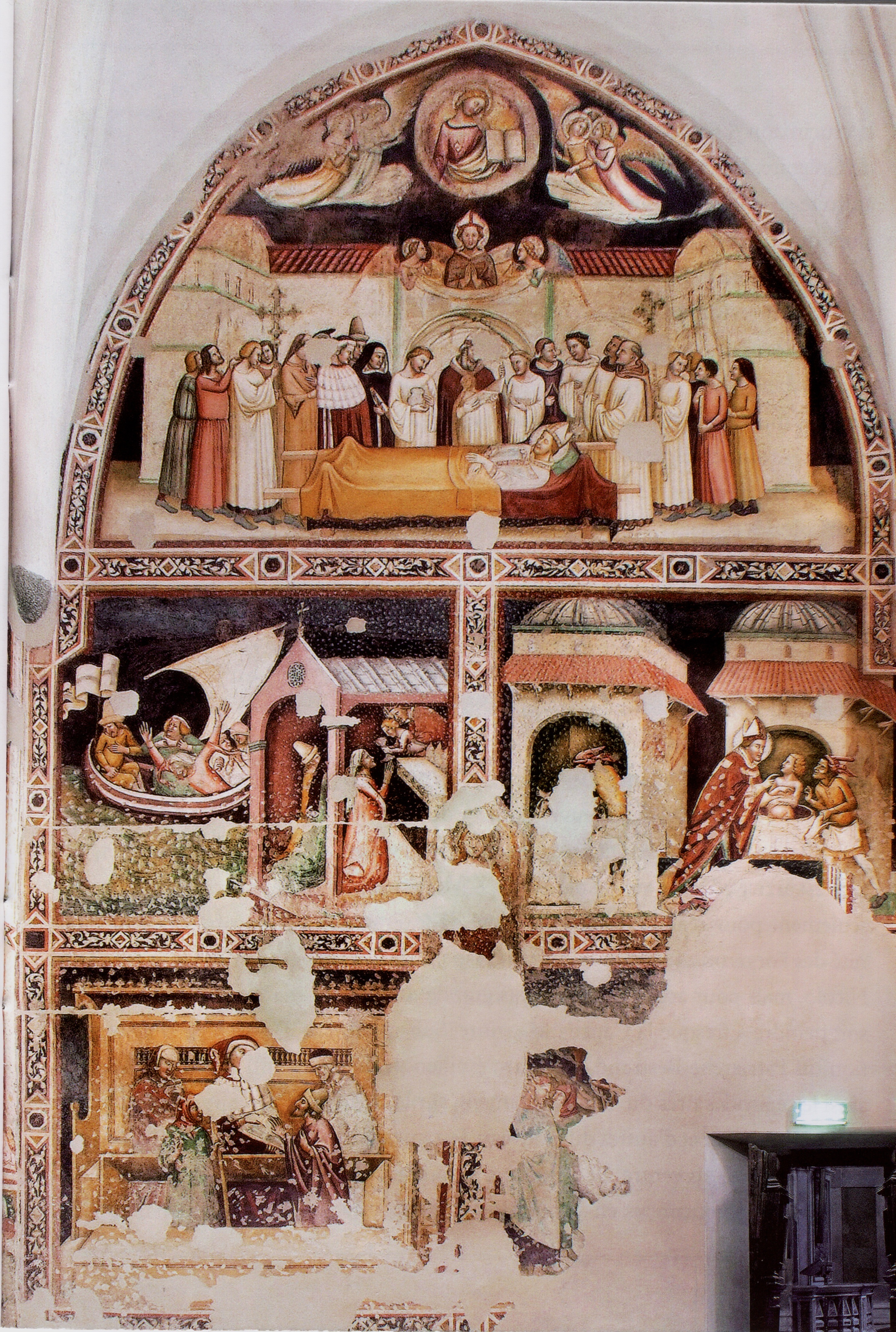
Vitale da Bologna - Storie di san Nicolò.

In alto, partendo da sinistra, si possono ammirare:
- Redentore circondato da angeli
- San Nicolò in gloria
- Esequie di san Nicolò

Nei riquadri sottostanti sono rappresentati alcuni miracoli attribuiti al santo:
- Bambino caduto in mare durante la tempesta, che viene salvato e restituito ai genitori
- Fanciullo rapito e messo in salamoia
- Contadino ed ebreo innanzi al giudice
- Contadino travolto da un carro e risuscitato

quest'ultimo affresco è molto danneggiato, ormai ridotto in stato di frammento ed quasi illeggibile.
Sulla parete di fondo nella parte superiore sono raffigurati:
- san Nicolò
- sant'Antonio abate
- san Cristoforo
- primo santo non identificato
- secondo santo non identificato

Sono inoltre presenti:
- Cristo Pantocrator con altre figure

quest'ultimo dipinto è molto frammentario e risulta di difficile lettura.
Questi affreschi sono opera di Vitale da Bologna e della sua bottega.
Sempre sulla parete di fondo, nel basamento sono rappresentati:
- san Francesco
- santa Chiara
- Vergine con Gesù bambino
- santa Caterina di Alessandria
- arresto di Santa Lucia
- santa Lucia davanti al re.

L'autore operò subito dopo la costruzione della cappella e fu fortemente influenzato dall'arte proveniente dall'area germanica.
Sulla parete di sinistra nella parte superiore sono rappresentati:
- san Nicasio
- Madonna in trono con Gesù bambino
- sant'Eligio.

Sono opere di un anonimo artista del Trecento.
Lungo il basamento sono rappresentati:
- San Giacomo maggiore
- San Giovanni evangelista
- Incoronazione della Vergine
- San Giovanni Battista
- San Pietro
- San Biagio

Si ritiene che l'autore sia lo stesso che dipinse la parte basamentale della parete di sinistra.

### Cappella del Corpo di Cristo
Sulla parete di fondo, lungo il basamento, vi sono affreschi con le figure di San Giacomo e di un altro santo non identificato. Al di sopra è presente una grande composizione trecentesca, molto rovinata e quasi del tutto scomparsa, che rappresenta l'infanzia di Cristo, il suo sacrificio e la sua glorificazione. Del dipinto rimangono solo la figura della Madonna con Bambino, che sgambetta sulle ginocchia della madre, i resti di una Crocifissione ed un clipeo con Dio Padre ed alcuni angeli.
Sulla parete di sinistra sono conservati il sigillo della tomba del patriarca Nicolò di Lussemburgo e due iscrizioni marmoree, provenienti dalla chiesa di Santa Lucia, ora sconsacrata e dedicate alla beata Elena Valentinis, il cui corpo fu traslato in Duomo nel 1845.
Nel Museo si conserva una preziosissima croce pettorale che contiene frammenti ossei di San Cesario diacono e martire e di San Felice di Valois. Questa croce fu donata a monsignor Emmanuele Lodi, vescovo di Udine dal 1819 al 1845, dall'imperatore Ferdinando I d'Austria il giorno 19 settembre 1844 e dallo stesso vescovo offerta all'altare dei santi Ermacora e Fortunato, patroni della Diocesi e della città di Udine.